# Królestwo Serbów, Chorwatów i Słoweńców
Królestwo Serbów, Chorwatów i Słoweńców, skr. Królestwo SHS (serb.-chorw. Kraljevina Srba, Hrvata i Slovenaca / Краљевина Срба, Хрвата и Словенаца, słoweń. Kraljevina Srbov, Hrvatov in Slovencev) – państwo europejskie, powstałe 1 grudnia 1918 r., po zakończeniu I wojny światowej i po rozpadzie Austro-Węgier. W obiegu nieoficjalnym nazywane Jugosławią – krajem południowych Słowian; obecnie określane jako pierwsza Jugosławia. 3 października 1929 r. państwo zostało przemianowane na Królestwo Jugosławii.
Na początku XX w. Słowianie południowi pozostawali rozbici między Austro-Węgry, Królestwo Serbii, Królestwo Czarnogóry oraz Imperium Osmańskie. Po wybuchu I wojny światowej wzmogły się wśród Słowian nastroje separatystyczne, a Serbia, realizując koncepcję wielkoserbską dążyła do ich przyłączenia. Na przełomie 1915 i 1916 r. Serbia upadła, a władza przeniosła się na wyspę Korfu, kontynuując politykę zjednoczenia Słowian południowych. We wrześniu 1918 r. ruszyła ofensywa Ententy na froncie salonickim. 29 października 1918 r. Słowianie habsburscy ogłosili powstanie Państwa SHS. W kolejnych tygodniach Państwo SHS oraz inne podmioty ogłaszały przyłączenie do Serbii. 1 grudnia 1918 r. książę-regent Aleksander I ogłosił powstanie Królestwa Serbów, Chorwatów i Słoweńców.
Nowe państwo, stanowiące mieszankę kulturową, borykało się z problemami gospodarczo-społecznymi, a jego wewnętrzna unifikacja była dużym wyzwaniem. Politykę cechowała rozbicie na obozy narodowe oraz walka między dwoma koncepcjami: federalizmem i centralizmem. Największe znaczenie miały ugrupowania serbskie, chorwackie i słoweńskie. Komunistyczna Partia Jugosławii została zdelegalizowana w 1921 r. Szerokie kompetencje w systemie politycznym państwa posiadał król, Aleksander I, przejawiający skłonności autorytarne. Sytuacja ustrojowa Królestwa bywa określana jako pseudoparlamentaryzm.
W ciągu 10 lat rząd zmieniał się 24 razy. Permanentny kryzys polityczny osiągnął apogeum w  czerwcu 1928 r., kiedy to poseł serbski zastrzelił przywódcę chorwackiej opozycji – Stjepana Radicia. 6 stycznia 1929 r. król wprowadził dyktaturę znosząc konstytucję oraz rozwiązując partie polityczne. 3 października 1929 r. państwo przemianowano na Królestwo Jugosławii.

## Geneza

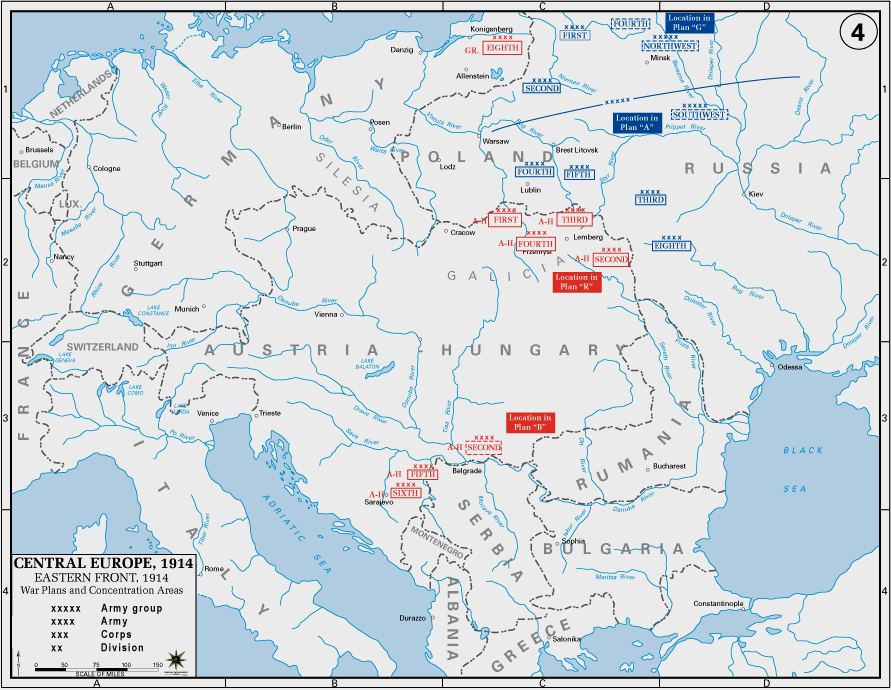
1914 r., początek I wojny światowej – niepodległa jeszcze Serbia i Czarnogóra; Chorwacja, Bośnia i Słowenia w granicach Austro-Węgier

### Początek I wojny światowej
Choć w miarę słabnięcia monarchii Węgrzy i Austriacy zdradzali tendencję do rozluźniania dotychczasowych związków, to na początku XX w. Włochy i Austro-Węgry wyrażały mocny sprzeciw wobec koncepcji powstania dużego bytu politycznego Słowian południowych na Bałkanach. Oba kraje obawiały się utraty wpływów i terytoriów. Przeciwnikiem idei Jugosławii był również Watykan, który obawiał się likwidacji silnego katolickiego kraju (monarchii habsburskiej), a w rezultacie utraty wpływów na rzecz prawosławia.
Od początku I wojny światowej (1914 r.) trwały intensywne zabiegi mocarstw obu bloków (tj. Ententy i Trójprzymierza) o pozyskanie kolejnych sojuszników. 26 kwietnia 1915 r. podpisano tajne porozumienie między Ententą a Włochami w Londynie, na mocy którego Włochy zobowiązały się do udziału w wojnie po stronie Ententy w zamian za nabytki terytorialne. Anglia, Francja i Rosja zgodziły się odstąpić Włochom słowiańską Gorycję-Gradyskę, Istrię, Triest oraz znaczną część Dalmacji wraz z wyspami.

### Serbska deklaracja
W czasie wojny środowiska Chorwatów, Serbów i Słoweńców pod rządami Habsburgów (tzw. Słowianie habsburscy) czyniły silne starania o zjednanie sobie opinii międzynarodowej dla planów stworzenia wspólnego południowosłowiańskiego państwa. Serbskie elity wahały się między zjednoczeniem ziem serbskich pod egidą istniejącego Królestwa Serbii, a stworzeniem nowego, szerszego bytu politycznego obejmującego wszystkich Słowian habsburskich. Jesienią 1914 r. władze Serbii ogłosiły, że odtąd ich celem stało się „(...) zakończenie tej wielkiej wojny, która – od momentu, kiedy się zaczęła – stała się jednocześnie walką o wyzwolenie i zjednoczenie całej naszej zniewolonej braci Serbów, Chorwatów i Słoweńców”. Do tej pory Serbia nawoływała do zjednoczenia tylko Serbów w jednym państwie, a odtąd „Serbów, Chorwatów i Słoweńców”. Pomysłodawcą deklaracji był serbski premier – Nikola Pašić. Zjednoczenie miało odbyć się poprzez przyłączenie Słowian habsburskich do Serbii, a w dalszej kolejności – stopieniu się ich w jeden naród serbski. Przyszłe państwo, według koncepcji serbskiej, miało cechować się scentralizowaną władzą w rękach dynastii Karadziordziewiciów. Premier Pašić, podobnie jak wiele innych środowisk serbskich, był przekonany, że na fali chorwackiego i słoweńskiego entuzjazmu wywołanego wyzwoleniem spod władzy habsburskiej, uda się przeprowadzić bezproblemowy proces ich serbizacji. 

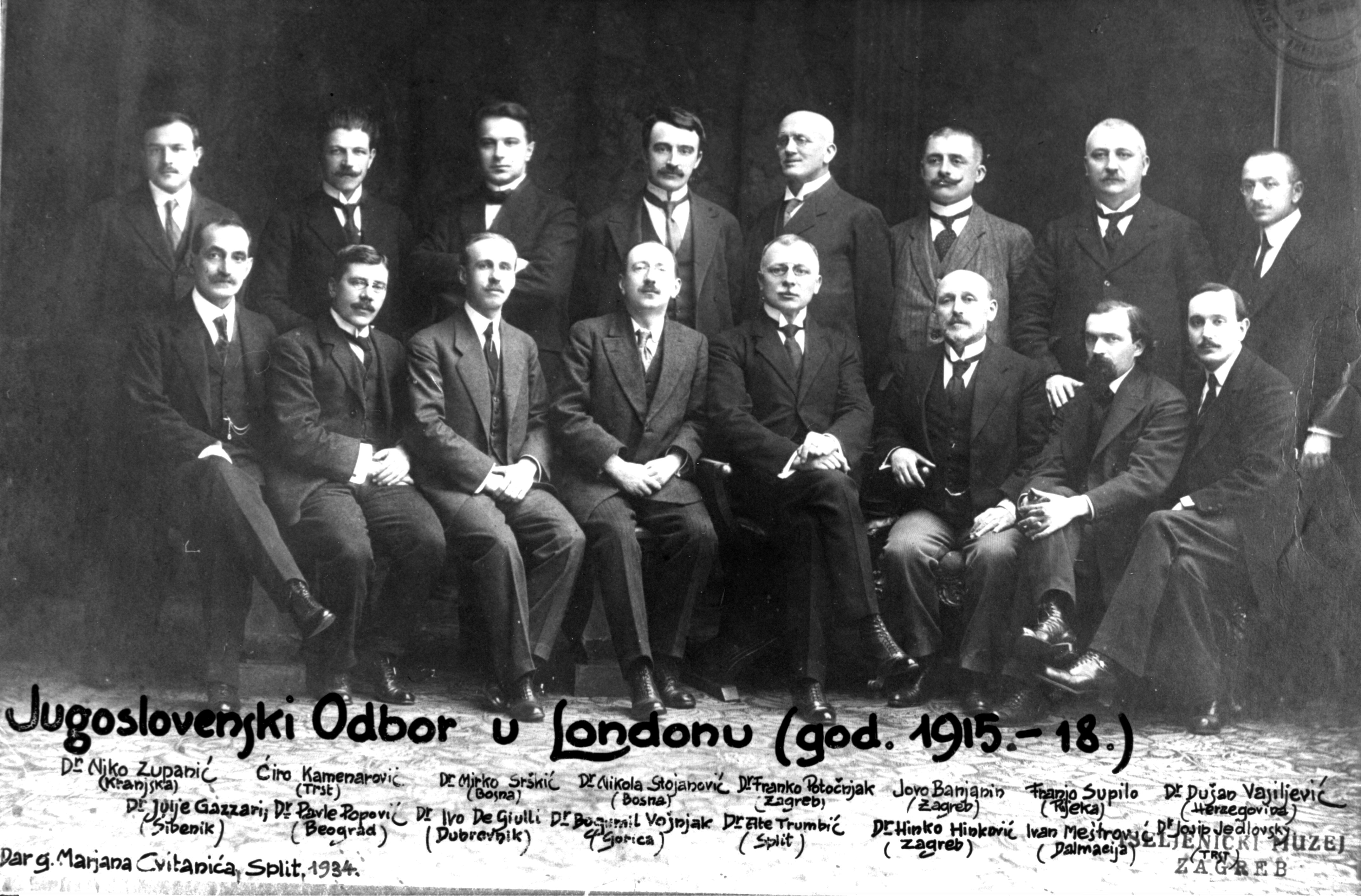
Komitet Jugosłowiański w 1916 r. (po dokładny opis fotografii zob. Komitet Jugosłowiański)

### Działalność Komitetu Jugosłowiańskiego i Słowian habsburskich
Elity południowosłowiańskie pod panowaniem Habsburgów, wśród których prym wiedli politycy chorwaccy, były świadome odmienności wizji zjednoczeniowych i faktu, że Serbowie przede wszystkim pragną rozszerzyć swoje państwo. Uważano jednak wówczas, że najważniejsze to doprowadzić do zjednoczenia, a decyzje, co do konkretnych rozwiązań politycznych, zostaną podjęte w przyszłości. Jednak na arenie międzynarodowej Chorwaci i Słoweńcy wciąż nie mieli siły przebicia dla swoich pomysłów, nie reprezentowali bowiem żadnego państwa (w odróżnieniu do rządu Królestwa Serbii), lecz tylko pewne środowiska polityczne.

30 kwietnia 1915 r. założono w Paryżu Komitet Jugosłowiański, na którego czele stanął Ante Trumbić. Główną siedzibę ustanowiono w Londynie. Oprócz Trumbicia najważniejszymi przedstawicielami Komitetu byli Frano Supilo i Ivan Meštrović. Do zadań Komitetu, który składał się głównie z polityków jugosłowiańskich z Austro-Węgier, należało przekonanie państw Ententy do pomysłu zjednoczenie Słowian południowych z Serbią (na zasadzie równouprawnienia narodów jugosłowiańskich, przeciwstawiając się wielkoserbskim aspiracjom rządu Pašicia) i oddania nowemu państwu obiecanych Włochom terenów. Argumentem Komitetu był skład etniczny tychże regionów, w których zdecydowanie przeważali Chorwaci. Dla Francji, Wielkiej Brytanii i Rosji ważniejsze jednak było zachęcanie Włochów do walki po ich stronie, niż zawieranie zobowiązań ze środowiskami, które w żaden istotny sposób nie mogły pomóc w pokonaniu państw centralnych. Komitet przez cały okres wojny przebywał na emigracji, gdzie przekonywał opinię publiczną mocarstw ententy o konieczności utworzenia państwa Słowian południowych. Wśród samych Serbów, Chorwatów i Słoweńców istniały rozbieżności co do kształtu wspólnego państwa; m.in. wielu wyższych oficerów chorwackich, pozostających w weloletniej służbie wojskowej pod władzą Habsburgów, widziało dalszą przyszłość narodu w związku z Austro-Węgrami. 

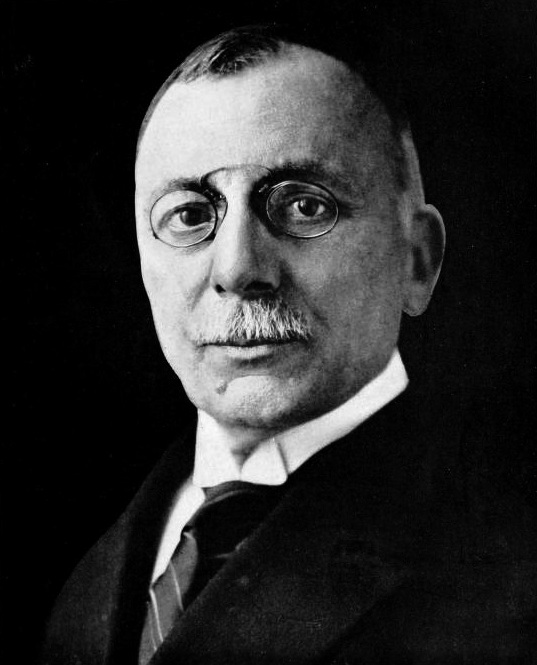
Ante Trumbić – przewodniczący Komitetu

W międzyczasie narastał konflikt między Franem Supilem a pozostałymi członkami Komitetu. Supilo bardziej niż pozostali obawiał się, że Serbia dąży do pełnego podporządkowania sobie ziem chorwackich i apelował, aby najpierw ustalić bezpieczną, federacyjną strukturę przyszłego państwa. Trumbić i większość członków Komitetu trzymali się poglądu, że należy najpierw umożliwić powstanie Jugosławii w jakiejkolwiek formie, a następnie rozmawiać o szczegółach jej zjednoczenia. Zdecydowana większość w rządzie serbskim opowiadała się za strukturą centralistyczną przyszłego państwa. Latem 1916 r. Frano Supilo, zdając sobie sprawę z braku możliwości przekonania kolegów do swoich racji, opuścił Komitet, a rok później zmarł.

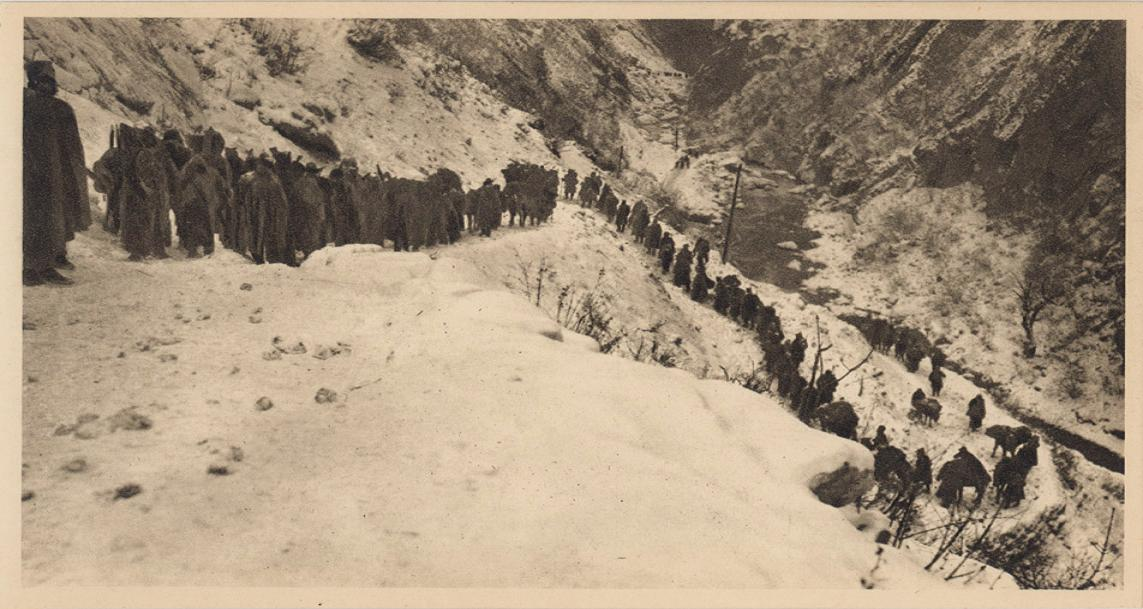
Ucieczka wojsk serbskich zimą 1915/16 r. przez Albanię w kierunku wybrzeża Adriatyku

### Upadek Serbii
Jesienią 1915 r. armie niemiecka, austro-węgierska i bułgarska uderzyły na Serbię. Po zdobyciu Belgradu ofensywa nie zwalniała zmuszając Serbów do wycofania się w kierunku Kosowa. W nocy z 13 na 14 października Bułgaria zaatakowała Macedonię odcinając Serbów od wojsk alianckich i portu salonickiego – jedynego punktu zaopatrzenia armii Serbskiej w broń i amunicję. Trzy armie osaczały Serbów od północy, zachodu i wschodu. Nim sojusznicy zgromadzili dostateczne siły na froncie salonickim, podjęto decyzję o ewakuacji armii, cywilów i władzy przez Albanię i Czarnogórę w kierunku Adriatyku. Rozpoczęła się tzw. albańska Golgota. Szacuje się, że podczas marszu, z powodu mrozów, głodu, chorób i albańskich ataków zginęło od 70 do 150 tys. żołnierzy i cywilów serbskich oraz czarnogórskich, a ostatecznie do wybrzeży Adriatyku dotarło 145 tys. żołnierzy i 5 tys. cywilów. Ocalałych statkami państw Ententy przewieziono na wyspę Korfu. Upadek Serbii przesądził również o losie Czarnogóry. Wraz z wojskiem na wyspę Korfu przeniósł się rząd Pašicia, schorowany król Piotr oraz zastępujący go syn – regent Aleksander. Dozbrojeni żołnierze wkrótce wzięli udział w walkach na froncie salonickim. Rząd czarnogórski wraz z królem Mikołajem udał się na emigrację do Francji, nie chcąc zaakceptować poniżających warunków pokojowych zaproponowanych przez Wiedeń.

### Deklaracja majowa
Przywódcy południowosłowiańskich partii burżuazyjnych, drobnomieszczańskich i ludowych, działających na terenie Austro-Węgier, upatrywali większych korzyści dla dalszego rozwoju swych krajów w utrzymaniu związku z monarchią, aniżeli w połączeniu się ze słabą ekonomicznie i zacofaną Serbią, która kojarzona była z obszarem „barbarzyńskich Bałkanów”. 30 maja 1917 r., posłowie jugosłowiańscy (z Istrii, Dalmacji i Słowenii) do austriackiej Rady Państwa zawiązali tzw. Klub Jugosłowiański. Tego samego dnia, podczas posiedzenia Rady Państwa, przedstawiciele klubu ogłosili tzw. Deklarację majową. Domagano się zjednoczenia wszystkich żyjących w ramach monarchii Słoweńców, Chorwatów i Serbów w formie trzeciej jednostki państwowej pozostającej w federacji z Austro-Węgrami pod rządami dynastii habsburskiej, w przeciwieństwie do emigracyjnego Komitetu Jugosłowiańskiego, który opowiadał się za całkowitym odłączeniem przyszłego państwa od monarchii. W dokumencie nie wspominano o połączeniu się z Królestwem Serbii. Deklaracja majowa została przez przedstawicieli Komitetu przyjęta krytycznie, ponieważ uznano ją za ruch zmniejszający szanse na znalezienie międzynarodowego poparcia dla państwa Słowian południowych. 

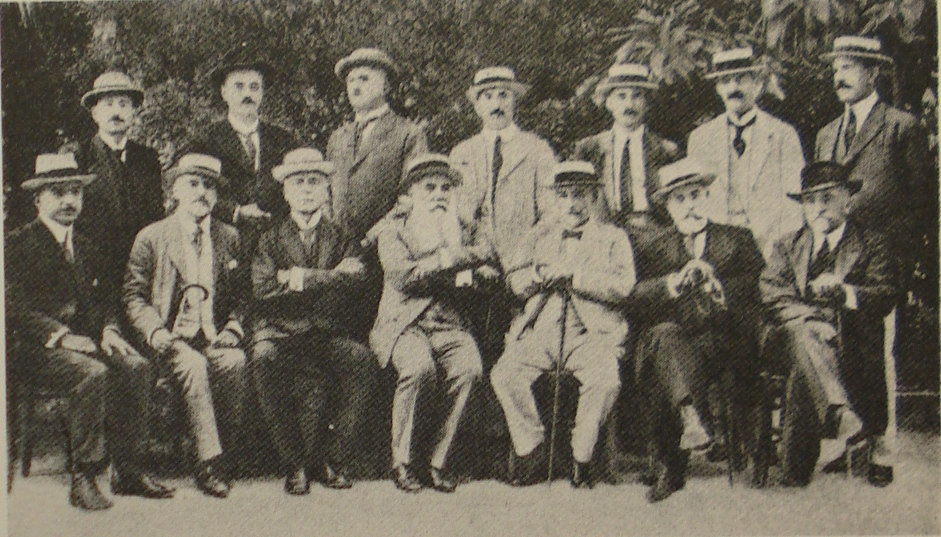
Sygnatariusze Deklaracji z Korfu, a wśród nich kluczowi politycy, m.in. stoi Milorad Drašković (pierwszy z prawej) oraz siedzą: Ante Trumbić (trzeci z lewej), Nikola Pašić (czwarty), Stojan Protić (szósty) i Ljubomir Davidović (siódmy)

### Deklaracja z Korfu
W czasie kiedy podpisano Deklarację majową sytuacja Królestwa Serbii na arenie międzynarodowej wyglądała źle. Brak sukcesów militarnych, obalenie sojuszniczego rosyjskiego cara, Mikołaja II, przez rewolucję lutową oraz przystąpienie do wojny Stanów Zjednoczonych, które mniej przychylne były postanowieniom Deklaracji londyńskiej oddającej Serbii południową Dalmację. Presja wydarzeń międzynarodowych sprawiła, że premier Serbii, Nikola Pašić, postanowił wesprzeć Komitet Jugosłowiański i otworzyć drogę do anektowania ziem zamieszkiwanych przez pozostałych Słowian południowych. Rząd Pašicia, który po zmianach na Korfu składał się teraz wyłącznie z przedstawicieli Partii Radykalnej, bronił centralistycznej pozycji wielkoserbskiej. Komitet Jugosłowiański w Londynie natomiast, składał się z polityków jugosłowiańskich z Austro-Węgier i stał na stanowisku całkowitego równouprawnienia wszystkich narodów jugosłowiańskich. Serbowie zaprosili na wyspę Korfu, w czerwcu 1917 r., chorwackich przedstawicieli na rozmowy o wizji przyszłego państwa. Trudne, trwające miesiąc rozmowy, ze strony Komitetu Jugosłowiańskiego, prowadził Ante Trumbić. Serbowie, wychodzący z założenia, że to Serbia wyzwalala terytoria słowiańskie, obstawali przy przyłączeniu ziem do swojego Królestwa i władzy scentralizowanej w Belgradzie. Chorwaci, obawiający się serbskiej dominacji, opowiadali się za państwem federacyjnym.
20 lipca 1917 r. ostatecznie osiągnięto porozumienie w postaci tzw. Deklaracji z Korfu. Deklaracja wyraźnie określała, iż wspólnym celem jest zjednoczenie wszystkich Chorwatów, Serbów i Słoweńców w jednym, niezależnym państwie pod panowaniem dynastii Karadziordziewiciów. Komitet Jugosłowiański uznał dynastię serbską za legalną w nowym państwie, a rząd serbski zgodził na utworzenie zgromadzenia wszystkich narodów, decydującego o ostatecznym ustroju państwa. Szczegółowe kwestie sporne planowano rozstrzygnąć później. Deklaracja mówiła o jednym, trójimiennym, serbsko-chorwacko-słoweńskim narodzie. Dokument poparł również Czarnogórski Komitet Zjednoczenia Narodowego w Paryżu, działający pod przewodnictwem byłego premiera – Andriji Radovicia. Komitet Jugosłowiański przekazał do Zagrzebia, który w tym czasie stał się centrum działalności politycznej Słowian habsburskich, depeszę namawiające do szerokiego przyjęcia Deklaracji z Korfu.

Z czasem autorzy Deklaracji majowej również coraz śmielej zaczęli opowiadać się za całkowitą niepodległością. Wpływ na to miały wyraźne sukcesy polityczne Komitetu Jugosłowiańskiego (tj. Deklaracja z Korfu), radykalizacja ludności pod wpływem rewolucji lutowej i październikowej oraz sytuacja ludności słowiańskiej w monarchii habsburskiej. Wcielanie Słowian do armii austro-węgierskiej przebiegało w atmosferze zastraszania. Oddziały słowiańskie kierowano zwykle na najbardziej niebezpieczne odcinki frontu, stosując przy tym różne formy przemocy. Słowiańscy żołnierze niechętnie walczyli przeciwko swoim pobratymcom i masowo sabotowali rozkazy, dezerterowali lub oddawali się do niewoli serbskiej i czarnogórskiej. 

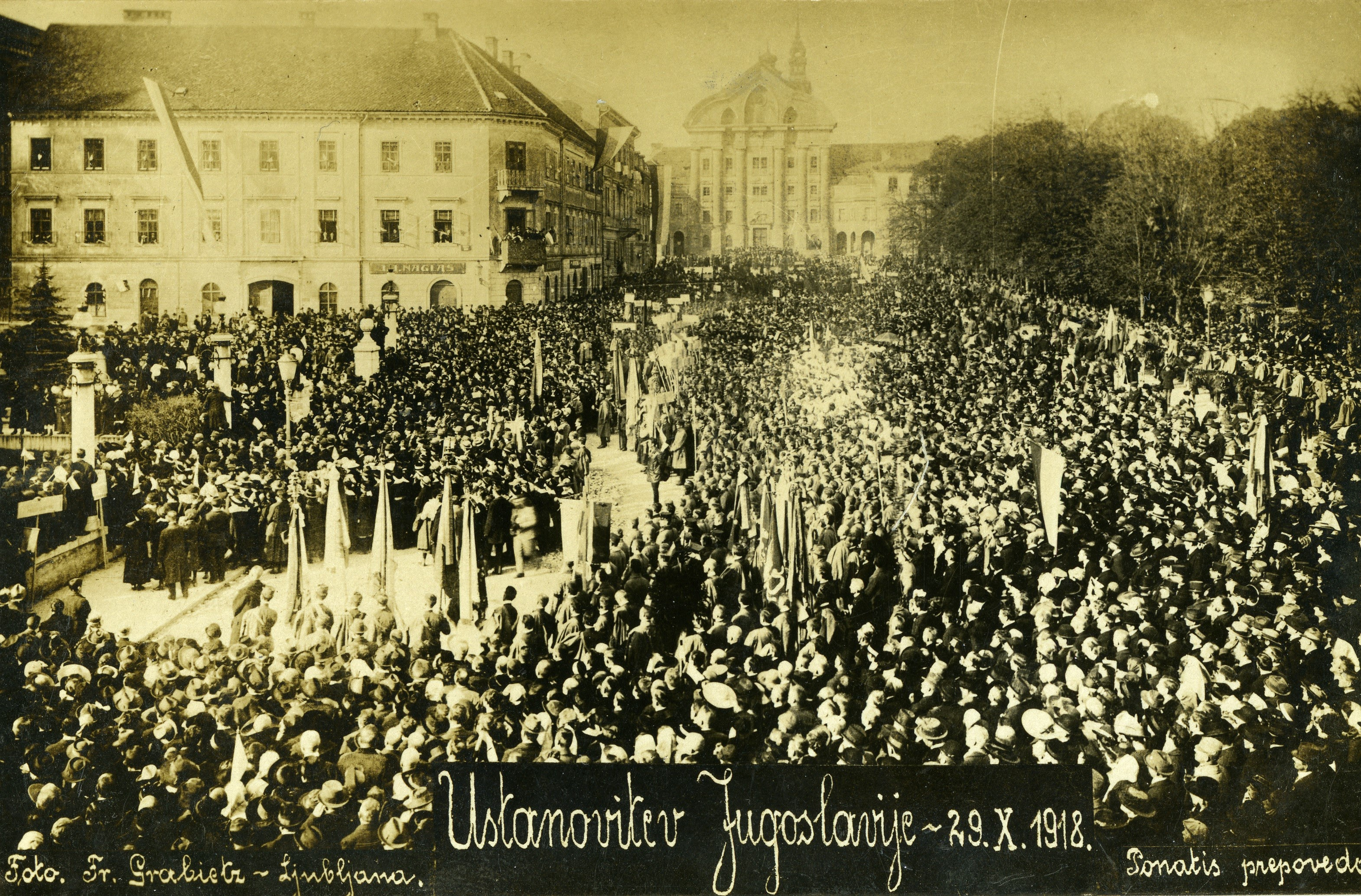
Reakcja Słoweńców na oderwanie się od Austro-Węgier; Lublana, Słowenia

### Emancypacja – Rada Narodowa i Państwo SHS
13 września 1918 r. ruszyła ofensywa na froncie salonickim. W czasie kiedy alianci wyzwalali terytorium Serbii, wielonarodowościowe mocarstwo Habsburgów chyliło się ku upadkowi. Na terenach dziedzicznych i koronnych monarchii, również na ziemiach jugosłowiańskich, zaczęło kształtować się nowe życie polityczne o zabarwieniu narodowym. Postępującemu rozpadowi monarchii towarzyszyły na terenach jugosłowiańskich liczne bunty żołnierzy i coraz silniejsze objawy rewolucji społecznej. Sytuacja zmuszała mieszkańców do tworzenia administracji zastępczej w miejsce niefunkcjonujących i wycofujących się instytucji austro-węgierskich. 

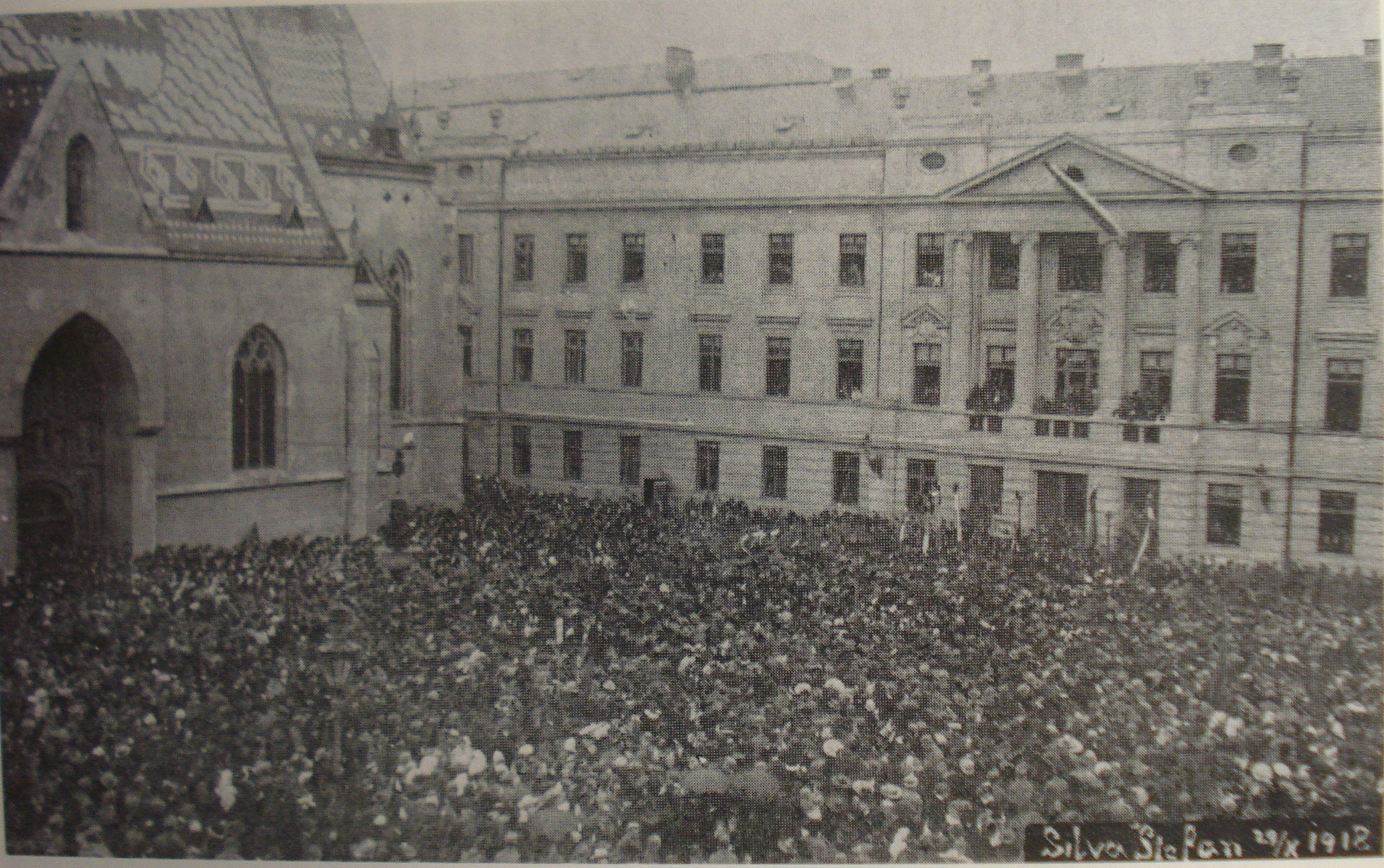
Ogłoszenie zerwania związków z Austro-Węgrami; Zagrzeb, Chorwacja

Ostatecznie, w okresie załamania się zdolności obronnych Austro-Węgier, w październiku 1918 r., Słowianie habsburscy porzucili koncepcję „państwa w ramach monarchii Habsburgów” na rzecz ambicji niepodległościowych. Działacze Klubu Jugosłowiańskiego podjęli samodzielne działania niezależne od postanowień z Korfu. 5 października 1918 r. utworzono w Zagrzebiu Radę Narodową Słoweńców, Chorwatów i Serbów (serb.-chorw. Narodno vijeće Slovenaca, Hrvata i Srba), jako naczelny organ polityczny Jugosłowian w monarchii habsburskiej. Przewodniczącym rady został Słoweniec – Anton Korošec, a wiceprzewodniczącym Chorwat – Ante Pavelić i Serb – Svetozar Pribićević. Nową instytucję szeroko poparły różne, często skonfliktowane ze sobą środowiska, a jej celem było „zjednoczenie Słoweńców, Chorwatów i Serbów w wolnym i niepodległym państwie”. Politycy w niej zasiadający ponownie byli podzieleni co do wizji przyszłego państwa, jednak tuż przed zakończeniem wojny, 19 października, rada ogłosiła się jedynym organem politycznym Słowian habsburskich. 29 października parlament chorwacki ogłosił zerwanie wszelkich formalnoprawnych więzi z Austro-Węgrami, oraz że zjednoczona Chorwacja, Slawonia i Dalmacja z Rijeką tworzą, z pozostałymi słowiańskimi ziemiami monarchii, niezależne Państwo Słoweńców, Chorwatów i Serbów, uznając Radę Narodową w Zagrzebiu za najwyższą suwerenną władzę w tym państwie. Reprezentowanie państwa w polityce międzynarodowej powierzono Komitetowi Jugosłowiańskiemu w Paryżu. Nowy byt polityczny formalnie nie został jeszcze uznany na arenie międzynarodowej, jednak na ulicach wybuchła euforia spowodowana odłączeniem się od monarchii Habsburgów.
8 października prezydent Stanów Zjednoczonych, Woodrow Wilson, ogłosił pełne prawo Czechów i Jugosłowian do niepodległości. Znaczenie polityczne i militarne Serbii rosło z dnia na dzień. 1 listopada 1918 r. wojska serbskie i francuskie odbiły Belgrad, w ciągu kilku kolejnych dni dotarły do Zagrzebia i opanowały południowe Węgry.

Król Serbii – Piotr I Karadziordziewić

W zagrzebskiej Radzie Narodowej ponownie wyłoniły się dwie frakcje – jedna żądająca natychmiastowego zjednoczenia z Serbią, druga pragnąca szczegółowego omówienia problemu ustroju przyszłego państwa. Tymczasem wojska włoskie wylądowały na wschodnim wybrzeżu Adriatyku, zajęły Triest, Pulę, Rijekę, Zadar i parły naprzód. Protesty Rady Narodowej ani Komitetu Jugosłowiańskiego nie pomogły, ponieważ nowo utworzone państwo wciąż nie było uznawane przez Aliantów. W wyniku palącego problemu, zdecydowaną przewagę uzyskała opcja natychmiastowego zjednoczenia z Serbią.

### Konferencja w Genewie
Ostatnim aktem przed formalnym zjednoczeniem była tzw. Deklaracja genewska, którą podpisano na konferencji w Genewie, gdzie od 6 do 9 listopada 1918 r. obradował Komitet Jugosłowiański, Rada Narodowa z Zagrzebia i rząd Królestwa Serbii. Rząd serbski uznał Radę Narodową SHS za wyraziciela polityki zjednoczeniowej Słowian habsburskich, w efekcie czego zmarginalizowaniu uległ sens funkcjonowania Komitetu Jugosłowiańskiego. Deklaracja genewska mówiła o zjednoczeniu państwa jugosłowiańskiego w formie federacji złożonej z dwóch równorzędnych członów: Królestwa Serbii z rządem królewskim na czele i Państwa SHS z Radą Narodową w Zagrzebiu. Wspólne miały być natomiast ministerstwo spraw zagranicznych, wojskowych, marynarki, handlu i finansów oraz organizacja konstytuanty, opracowującej projekt nowej ustawy zasadniczej. Oprócz tego ustalono m.in. korzystny, z perspektywy nie-Serbów, podział miejsc w rządzie. Deklaracja wywołała jednak sprzeciw nacjonalistycznych środowisk z Belgradu i serbskiej prawicy, dążącej do zdobycia hegemonii wśród narodów Jugosławii, tym samym niechętnej koncepcji federalizmu. Ostatecznie strona serbska od postanowień genewskich odstąpiła, a deklaracja nie weszła w życie.

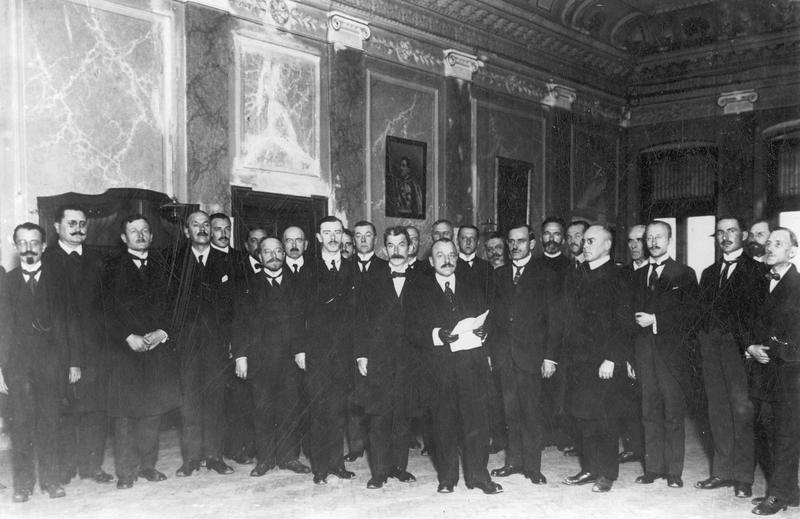
Ante Pavelić wygłasza adres zjednoczeniowy regentowi Aleksandrowi; Belgrad, 1 grudnia 1918 r.

### Przyłączenie Państwa SHS do Królestwa Serbii
24 listopada 1918 r. Rada Narodowa w Zagrzebiu ogłosiła decyzję o zjednoczeniu z Serbią. Powodów, dla których przedstawiciele Państwa SHS tak pośpiesznie zdecydowali się na akt zjednoczeniowy, było kilka. Do przyczyn emocjonalnych należy chęć realizacji, snutych od pokoleń, pragnień o własnym państwie i upadku Austro-Węgier. Do pragmatycznych: przeciwstawienie się ekspansji włoskiej, w której rękach znajdowały się już wszystkie chorwackie wyspy, a nawet przybrzeżna i kontynentalna Dalmacja – kolebka chorwackiej państwowości. Szybkie zjednoczenie z Królestwem Serbii, nawet jeśli na nierównych zasadach, wydawało się jedynym sposobem na powstrzymanie włoskiego irredentyzmu. Nie bez znaczenia również pozostawał fakt, że mocarstwa zachodnie nie uznawały istnienia Państwa SHS, ponieważ w wielu przypadkach popierały wielkoserbskie tendencje w Belgradzie. Ostatecznie sprawę przeważyła najbardziej zagrożona ekspansją włoską Dalmacja, która, wraz z władzami Bośni i Hercegowiny, 16 listopada, zadeklarowała gotowość do połączenia się z Serbią i nalegała na przyspieszenie działań politycznych. 24 listopada Rada Narodowa SHS powzięła decyzję o zjednoczeniu z Serbią i Czarnogóra; na 28 członków prezydium rady, aż 27 opowiedziało się za rezolucją o zjednoczeniu.

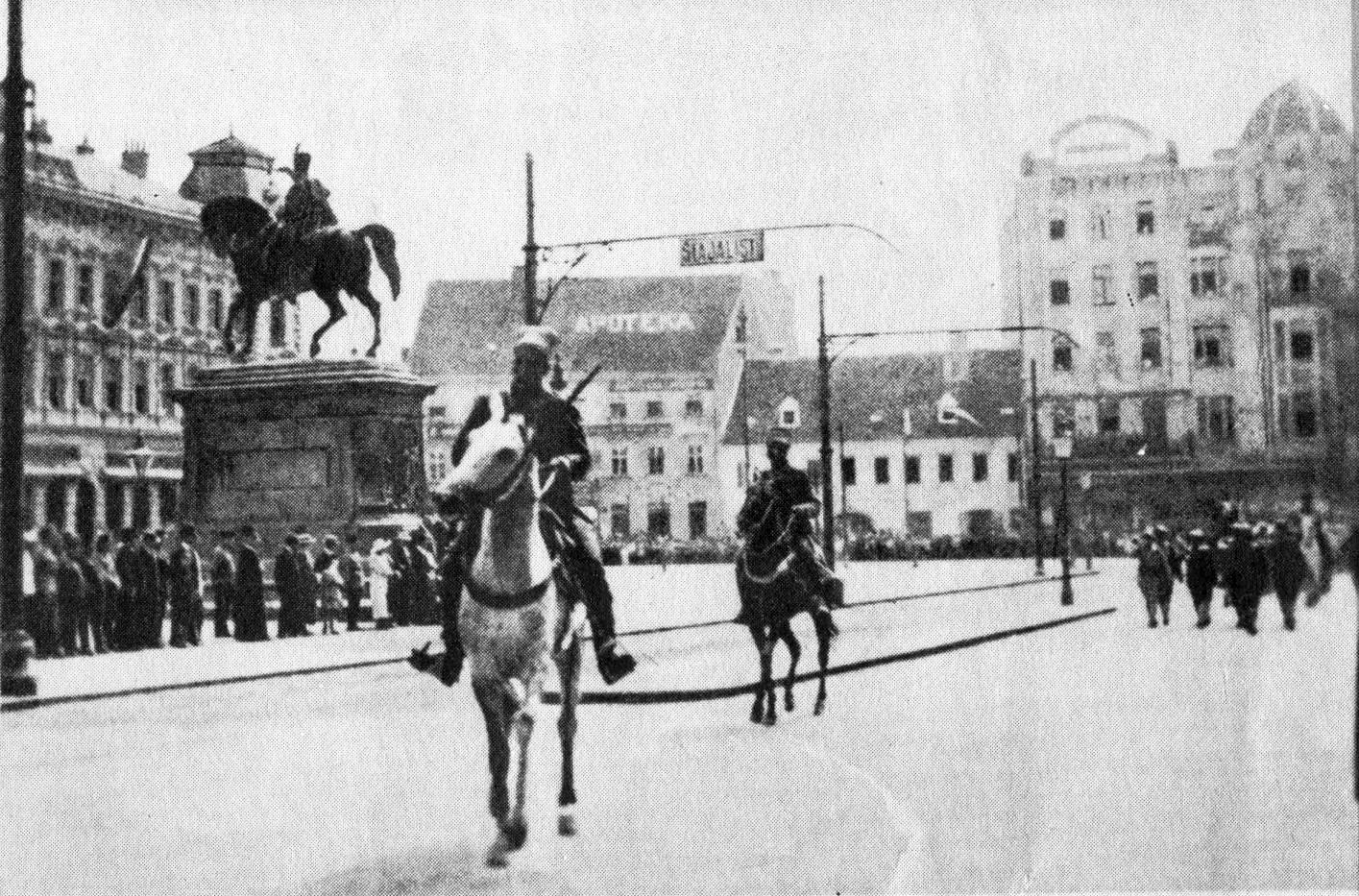
Parada armii serbskiej po zjednoczeniu z Państwem SHS; plac bana Josipa Jelačicia w Zagrzebiu

25 listopada Wielkie Zgromadzenie Narodowe Baczki, Baranii i Banatu, obradujące w Nowym Sadzie, ogłosiło zerwanie relacji z Węgrami i przyłączenie się do Królestwa Serbskiego.
Szczególne kontrowersje wzbudzała kwestia zjednoczenia z Czarnogórą. W Serbii podejrzewano, że formalnie panująca czarnogórska dynastia Petroviciów-Njegošów będzie domagała się ustanowienia współwładzy w przyszłym państwie jugosłowiańskim lub przynajmniej szerokiej autonomii dla Królestwa Czarnogóry, a to nie odpowiadało centralistycznej wizji władzy w Belgradzie. Serbom zależało zatem na upozorowaniu legalności włączenia Czarnogóry do Jugosławii i jednoczesnej detronizacji króla Mikołaja I. Ucieczka króla z kraju rozpoczęła serbskie działania na rzecz przyłączenia Czarnogóry. Taka możliwość pojawiła się, gdy poparcia dla planów Serbii udzieliły czarnogórskie elity, w tym wielu byłych ministrów. 26 listopada Wielkie Zgromadzenie Narodowe Czarnogóry, obradujące w Podgoricy, ogłosiło jednomyślnie decyzję o detronizacji, znajdującego się na emigracji, króla Mikołaja i połączeniu z Serbią w jedno państwo pod władzą Karadziordziewiciów. Próba zbrojnego powstania, przywracającego obalonemu monarsze władzę, nie powiodła się.
27 listopada 1918 r. wyruszył z Zagrzebia pociąg z przedstawicielami Słowian habsburskich, którzy mieli zwrócić się do regenta Aleksandra z oficjalną prośbą do regenta o przyłączenie do wspólnego państwa. Wydarzenia poprzedzające przybycie delegacji Państwa SHS (tj. przyłączenie się Czarnogóry i Wojwodiny) umocniły pozycję rządu Serbskiego, co wpłynęło na ugodowy charakter adresu przedłożonego przez Ante Pavelicia, 1 grudnia 1918 r., pieczętującego decyzję o zjednoczeniu. Książę Aleksander proklamował utworzenie Królestwa Serbów, Chorwatów i Słoweńców. Regent Aleksander I i serbskie elity dokonały zjednoczenia, w poczuciu serbskiego zwierzchnictwa, co miało niebagatelne znacznie dla przyszłej polityki wewnętrznej. Po proklamacji wojska serbskie wkroczyły do Chorwacji i Dalmacji, a zjednoczenie jugosłowiańskie stało się faktem.

## Historia

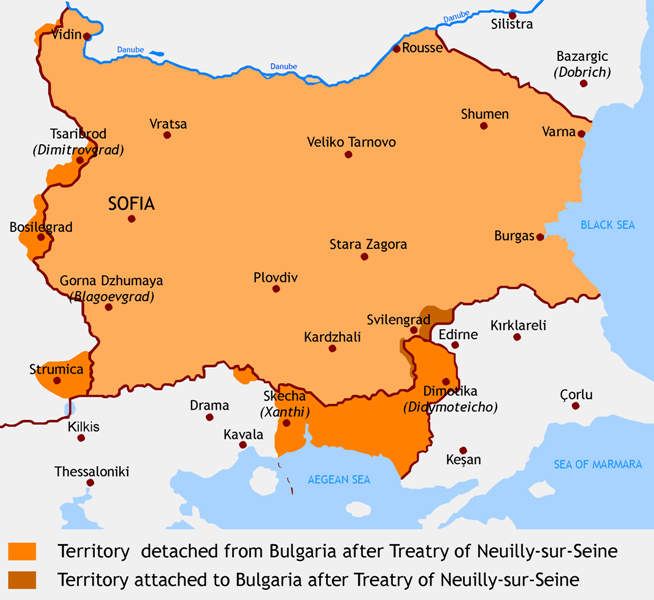
Bułgaria po układzie z Nueilly-sur-Seine. Jasnym pomarańczowym kolorem zaznaczono terytoria odebrane Bułgarii.

### Wytyczanie granic – Traktat Wersalski i układy pokojowe

#### Traktaty pokojowe
Granice nowego państwa jugosłowiańskiego omawiane był m.in. na konferencji pokojowej w Wersalu. Królestwu SHS formalnie przyznano trzy miejsca, jednak wyznaczono na nie czterech delegatów. Byli to: serbski zwolennik centralizmu, unitaryzmu i idei Wielkiej Serbii oraz doświadczony negocjator – Nikola Pašić, chorwacki zwolennik federalizmu – Ante Trumbić, serbski dyplomata i minister – Milenko Vesnić, a także Ivan Žolger – słoweński prawnik. Podpisany, w czerwcu 1919 r., Traktat Wersalski uznał fakt zjednoczenia Serbów, Chorwatów i Słoweńców w jednym państwie.
Na konferencji pokojowej, 13 czerwca 1919 r., podpisano umowę jugosłowiańsko-rumuńską, na podstawie której północno-wschodnią, większą część spornego Banatu odstąpiono Rumunii, a zachodnia część pozostała w granicach Królestwa SHS. W 1924 r. doszło do wymiany kilku wsi na obszarze Banatu z Rumunią.
27 listopada 1919 r., w Neuilly-sur-Seine, podpisano traktat pokojowy z Bułgarią, na mocy którego kraj ten stracił okręgi caribrodzki i bosylewgradzki na zachodzie oraz dolinę rzeki Strumicy w Macedonii Wardarskiej (łącznie ok. 2500 km² terytorium i 113 tys. mieszkańców). Bułgaria miała również zapłacić królestwu za szkody poczynione w czasie wojny. Kwestia Macedonii Wardarskiej nie była poruszana, ponieważ wówczas powszechnie uważano ją za część Serbii, określając ją jako Serbia Południowa (Južna Srbija). Przeciw włączeniu Macedonii do Królestwa SHS protestowały niektóre koła WMRO, pragnące utworzenia niepodległego państwa, lecz przedłożone przez nie w Wersalu specjalne memorandum nie zostało uwzględnione.

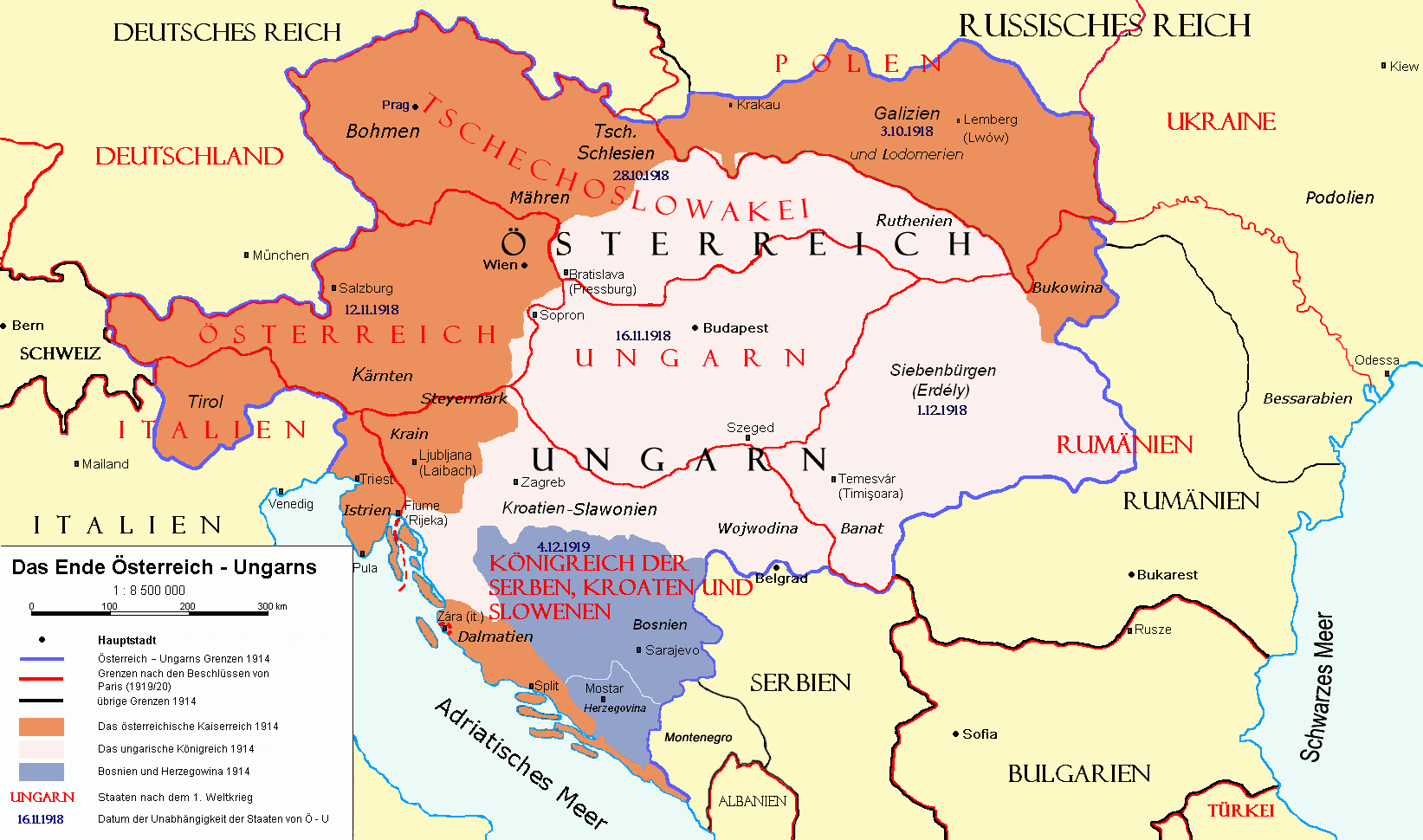
Kolorami zaznaczono terytoria przedwojenne: pomarańczowy – Austria, różowy – Węgry, niebieski – Bośnia i Hercegowina. Czerwonymi liniami zaznaczono granice państwowe już po traktatach z Trianon i Saint-Germain-en-Laye.

Granicę z Republiką Austriacką ustalono 10 września 1919 r., podpisując traktat pokojowy w Saint-Germain-en-Laye. Na jego podstawie większa część Krainy, południowa Styria z Mariborem i skrawek Karyntii został włączony do Królestwa SHS. O przynależności południowej Karyntii rozstrzygnął plebiscyt przeprowadzony 10 października 1920 r., w którym za przynależnością do Austrii opowiedziało się 59% głosujących. Pokój z Węgrami podpisano 4 czerwca 1920 r. w pałacu Trianon w Wersalu; regulował on sytuację graniczną z Królestwem Węgier. Według jego postanowień Jugosławii przypadła Slawonia, Prekmurje, Međimurje oraz znaczna część Wojwodiny z Baranją i Baczką.
10 sierpnia 1920 r., w Sévres, podpisano traktat pokojowy z Turcją – był to jednak akt czysto formalny, ponieważ oba państwa ze sobą nie graniczyły. W 1921 r. wojska serbskie wycofały się z północnej Albanii, zajętej pod koniec wojny. W 1923 r. podpisano również układ z Grecją, na mocy którego Królestwo SHS otrzymało w dzierżawę na okres 50 lat część portu w Salonikach (tzw. Jugozona), jako strefę autonomiczną i wolnocłową.

#### Kwestia włoska
W latach powojennych problemem pozostawały ekspansywne aspiracje włoskiego rządu. Włochy już pod koniec wojny zajęły całą Istrię, zachodnią Krainę, słoweńskie Przymorze, Rijekę, Zadar oraz wyspy dalmatyńskie, m.in. Cres, Lošinj, Lastovo. Jugosłowianie próbowali rozwiązać spór na konferencji w Paryżu. Włosi, powołując się na tajny traktat londyński z 1915 r., traktowali zajęte ziemie jako własne oraz nawoływali do spełnienia obietnic zawartych w porozumieniu z 1915 r.. Na terenach obiecanych Włochom większość mieszkańców stanowili Słowianie. Ważną kwestią sporną pozostawała również Rijeka (wł. Fiume). Od końca 1918 r. w mieście stacjonowała włoska armia i prowadzona była zakrojona na szeroką skalę akcja propagandowa, będąca próbą wykreowania w mieszkańcach poczucia historycznej przynależności Rijeki do Włoch. Widząc zagrożenie odebrania Włochom tego ważnego miasta, 12 września 1919 r., włoski pisarz, Gabriele D’Annunzio, dokonał przewrotu w Rijece, wkraczając do miasta z dwutysięczną paramilitarną formacją, a rok później ogłosił utworzenie tzw. Regencji Carnaro. Nie była to jednak inicjatywa rządu włoskiego, który bynajmniej nie planował aneksji miasta w drodze przewrotu. 

Mieszkańy Rijeki (Fiume) świętują zajęcie miasta przez Gabriele D’Annunzio w 1919 r.

Wobec nacisków mocarstw zwycięskich oraz faktu, iż Serbskie wojsko i politycy nie garnęli się ochoczo do walki o zajęte chorwacko-słoweńskie obszary, Ante Trumbić zmuszony był podpisać z Włochami, 12 listopada 1920 r., traktat pokojowy w Rapallo, na mocy którego przyznano Włochom: Zadar, całą Istrię wraz z Triestem i okolicami oraz część wysp, m.in. Brijun, Cres, Lošinj. Nie uznano istnienia Regencji Carnaro, zaś Rijekę uznano za niezależne państwo (zob. Wolne Miasto Fiume). Królestwo SHS utraciło m.in. największy port w Rijece, port w Zadarze oraz wielkie stocznie w Puli i Rijece, zyskało natomiast Dalmację. Ustalono również, że włoska nazwa Fiume będzie obowiązywała w obu państwach. Poprzez postanowienia traktatowe ok. 500 tys. Słowian pozostało w państwie włoskim. Porozumienie z Rapallo, choć i tak znacznie korzystniejsze dla Królestwa SHS niż ostatecznie niewprowadzone w życie porozumienie londyńskie, zostało przyjęte w Jugosławii, jako haniebna porażka. Po powrocie do kraju, Ante Trumbić podał się do dymisji z funkcji ministra spraw zagranicznych. Po dojściu do władzy, Benito Mussolini ponownie zajął się kwestią wolnego miasta i szykował się do jego zajęcia. Ostatecznie, na mocy porozumienia podpisanego 27 stycznia 1924 r., przesądzono o włączeniu Wolnego Miasta Fiume do Włoch. W porozumieniu zagwarantowano Królestwu SHS przynajmniej pięćdziesięcioletni dostęp do portu w Rijece, a jugosłowiańską mniejszość objęto specjalnym statusem ochronnym.

### Problemy nowego państwa – wieloetniczność i nierówności społeczno-gospodarcze
Nowe państwo było państwem średnim, na 12. miejscu w Europie pod względem obszaru, a 10. pod względem zaludnienia. Przodowało pod względem różnorodności narodów, religii i kultur. W jego granicach znalazły się ziemie o różnym stopniu rozwoju gospodarczo-społecznego. Na ok. 12 mln mieszkańców, obok  Serbów, Chorwatów i Słoweńców, w państwie mieszkało ok. 2 mln przedstawicieli mniejszości narodowych.
Przez ziemie jugosłowiańskie przebiegała cezura między wyznaniami, alfabetami oraz ogólnym stanem rozwoju kulturalnego, społeczno-gospodarczego. Serbowie, Macedończycy i Czarnogórcy byli w większości prawosławnymi, Chorwaci i Słoweńcy z kolei byli katolikami, a część ludności Bośni i Hercegowinie oraz Kosowa – muzułmanami. Dodatkowo Serbska Cerkiew Prawosławna była pod patronatem państwowym w odróżnieniu od kościoła katolickiego czy wspólnoty muzułmańskiej.
Wielowiekowa przynależność do różnych imperiów i centrów kulturowych pozostawiła po sobie trwałe ślady w sferze mentalnej oraz obyczajowej.  Różny był też stopień doświadczenia politycznego. Przyzwyczajeni do parlamentaryzmu i demokracji Serbowie oraz narody żyjące pod monarchią habsburską znalazły się w kraju z Macedończykami i Serbami z Kosowa, którzy pod okupacją turecką nie mieli żadnej możliwości politycznej partycypacji w życiu państwa. Ludność królestwa miała przede wszystkim poczucie przynależności do swojego narodu. Koncepcja jedności jugosłowiańskiej docierała do nielicznych, dlatego też budowa zintegrowanego państwa i problem narodowościowy stanowił jedną z najważniejszych kwestii w polityce wewnętrznej Królestwa. 
Na ziemiach jugosłowiańskich w chwili zjednoczenia obowiązywało sześć różnych kodeksów prawnych. Oprócz tego, w państwie istniało 5 walut, a ubogą koleją zarządzały cztery różne firmy kolejowe. Sąsiadujące ze sobą regiony nie były skomunikowane, ponieważ przez kilkaset lat dzieliła je granica polityczna. W 1922 r. w całym państwie istniało zaledwie 9300 km linii kolejowych, które ułożone były w sposób odśrodkowy, tj. osobne linie biegły w kierunku Wiednia, Budapesztu i Stambułu, zgodnie z granicami dawnych mocarstw. Serbia początkowo nie miała bezpośredniego połączenia kolejowego z Morzem Adriatyckim, ani nawet z Bośnią czy Czarnogórą.
W 1921 r. w całym państwie zatrudnionych w przemyśle i górnictwie było zaledwie 9,9% ludności, podczas gdy w rolnictwie było to 78,9%. Państwo było więc przede wszystkim krajem chłopskim, choć struktura rolnicza była bardzo zróżnicowana. W rolnictwie, obok rozwiniętych wielkich majątków na byłych obszarach austro-węgierskich, tj. Słowenia, występowały przeżytki feudalizmu w Czarnogórze, Kosowie, Macedonii, Bośni, Hercegowinie i Dalmacji, a uprawa roli nadal odbywała się tam narzędziami prymitywnymi. Na obszarze południowym i wschodnim pług należał do rzadkości; prace rolne odbywały się przy pomocy drewnianej sochy i brony. W Serbii, jak i w pozostałych regionach poza Slawonią i częściowo Słowenią, doszło do ogromnego rozdrobnienia gospodarstw. Wielu chłopów posiadało gospodarstwa na tyle małe, że nie byli w stanie utrzymać z nich własnych rodzin. W Macedonii i Kosowie nie przestała jeszcze wtedy funkcjonować tzw. zadruga, a kobiety wciąż spulchniały tam ziemię zaostrzonymi długimi kijami. Nierówności pod względem rolnictwa znajdowały odbicie w całej gospodarce. Kraje byłej monarchii austro-węgierskiej, tj. Słowenia, Chorwacja i Wojwodina, chociaż zacofane w porównaniu z Austrią, Czechami czy Węgrami, był zdecydowanie lepiej rozwinięte niż Macedonia, Bośnia, Hercegowina, Czarnogóra i Serbia.
Zadłużenie za wyposażenie i utrzymanie armii serbskiej w latach 1914–1918 wynosiło: wobec Francji – 1,24 mld franków, wobec Anglii – 25 mln funtów, wobec Stanów Zjednoczonych – 63 mln dolarów. Oprócz tego królestwo zostało zobowiązane do przyjęcia części długu Austro-Węgier. Kryzys pogłębiał również powrót zdemobilizowanych żołnierzy. Liczbę ofiar serbskich oficjalnie szacowano na ok. 1250 tys. ludzi, co stanowiło 28% przedwojennego stanu ludności. Zrujnowany przemysł, transport, brak surowców i paliw uniemożliwiał podjęcie produkcji w zakładach przemysłowych, co powodowało masowe bezrobocie. Spadek produkcji przemysłowej i rolnej powodował trudności w zaopatrzeniu ludności w żywność i niezbędne artykuły, których ceny rosły.
W chwili powstania państwa ponad połowa jego mieszkańców (51,5%) nie umiała czytać i pisać. Analfabetyzm był szczególnie wysoki w krajach potureckich. Na całym obszarze jugosłowiańskim przed 1918 r. istniały tylko dwie wyższe uczelnie: Uniwersytet Zagrzebski i Belgradzki, w których łącznie studiowało ok. 2 tys. studentów. W 1919 r. utworzono Uniwersytet Królestwa SHS w Lublanie, natomiast w 1920 r. powstały filie, mającego chroniczne problemy kadrowe, Uniwersytetu Belgradzkiego w Skopje i Suboticy. Na obszarze całego państwa rodzima warstwa średnia, mieszczańska była nieliczna. Obszar jugosłowiański posiadał jeden z najniższych w Europie stopień urbanizacji, nie posiadając w skali europejskiej wielkich ani średnich miast. W 1900 r. dwa największe miasta jugosłowiańskie, tj. Belgrad i Zagrzeb, liczyły zaledwie po nieco ponad 60 tys. mieszkańców. W miastach wiejskie chaty stały przy głównych ulicach, a w niedalekiej odległości od centralnych kwartałów wciąż funkcjonowały gospodarstwa rolne i hodowlane.

Liczebność klasy robotniczej zależała od stopnia uprzemysłowienia: najsilniejszego w Słowenii, a najsłabszego w Macedonii i Kosowie. W czasie powstania państwa nie było jednej jugosłowiańskiej partii robotniczej. Na wszystkie zdecentralizowane partie robotnicze silny wpływ wywarła Rewolucja Październikowa w Rosji. Ten czynnik, rozbudzony we wszystkich krajach jugosłowiańskich, stanowił jeden z elementów integracji nowego państwa, jednak ograniczał się do słabej liczebnie i organizacyjnie klasy robotniczej. 

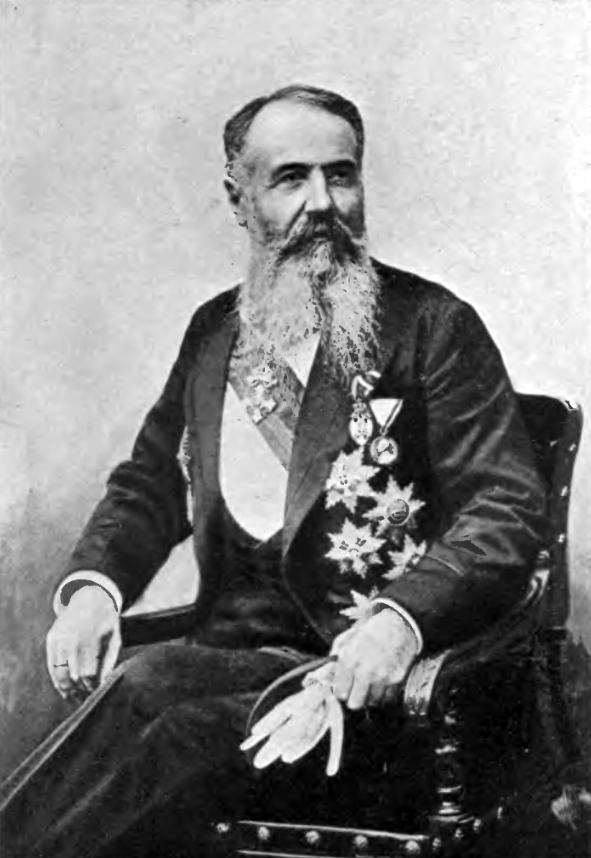
Nikola Pašić – czołowy polityk i wielokrotny premier Królestwa SHS

### Polityka wewnętrzna – podziały, autorytaryzm, serbska dominacja

#### Charakterystyka sceny politycznej
Ustrój królestwa oraz polityka gospodarcza nie były określone w akcie proklamacji niepodległości i kształtowały się dopiero po wojnie. Nacjonaliści wielkoserbscy przyjęli nowe państwo z zadowoleniem, widząc w nim kontynuację Królestwa Serbii, lecz na dawnych ziemiach monarchii habsburskiej nierzadko wywoływało ono falę niezadowolenia, a nawet próby buntu ze strony żołnierzy chorwackich, odczuwających zagrożenie dla swojej tożsamości w postaci serbskiej supremacji. Największe antagonizmy rozgorzały właśnie między Serbami i Chorwatami. Ci drudzy nie mieli zamiaru wyrzekać się na rzecz Belgradu autonomii, o którą walczyli przez wieki. Serbowie z kolei widzieli siebie jako wyzwolicieli południowych Słowian spod obcego jarzma (osmańskiego i habsburskiego), a także żyli w przekonaniu, że w czasie wojny wycierpieli więcej niż inne narody i w związku z tym należy im się choćby częściowa rekompensata za poniesione straty. Wielu Serbów wówczas wciąż nie wyzbyło się nieufności w stosunku do Chorwatów na tle ich wiary katolickiej i dawnych związków z cesarstwem. Zjednoczenie pod berłem Karadziordziewiciów de facto definitywnie sankcjonowało dominację narodu serbskiego. We władzach terenowych, podobnie jak we wszystkich rządach, czołowe pozycje zajmowali Serbowie. Również policja i armia podlegała przede wszystkim oficerom serbskim. Nowe państwo czciło niemal wyłącznie żołnierzy serbskich walczących w trakcie I wojny światowej. Serbowie dominowali również terytorialnie i ludnościowo.

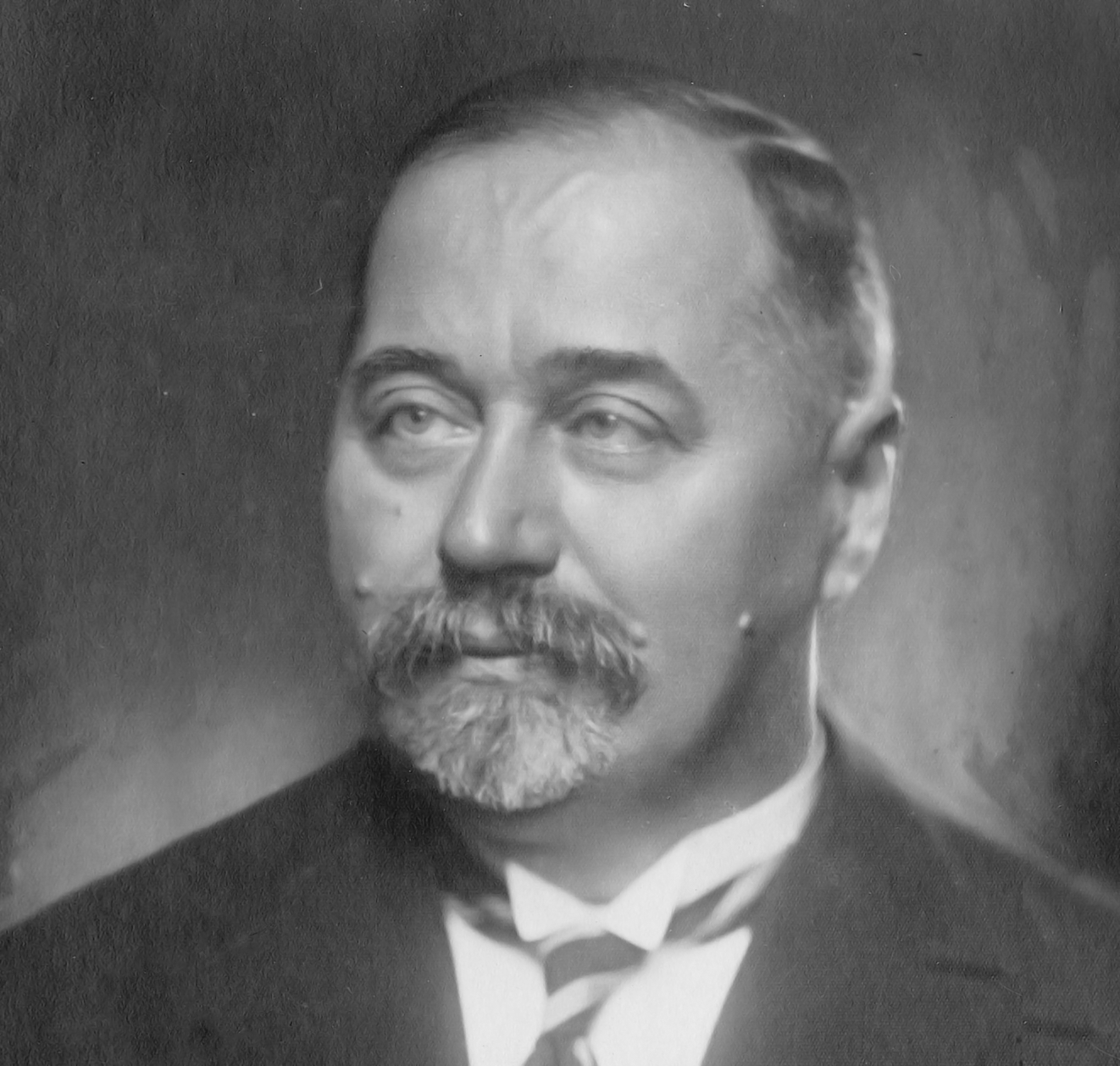
Stjepan Radić – przywódca Chorwackiej Ludowej Partii Chłopskiej

Głównym temat polityki wewnętrznej pozostawał, toczący się niemal przez cały okres międzywojenny, spór na temat organizacji wewnętrznej państwa. Najgorliwszymi obrońcami unitaryzmu i centralizmu byli Serbowie z Partii Radykalnej, pod przewodnictwem Nikoli Pašicia, będącego orędownikiem koncepcji wielkoserbskiej. Radykałowie przez cały okres międzywojenny byli blisko związani z dworem Karadziordziewiciów. Z kolei najzagorzalszym opozycjonistą i najważniejszym z głosicieli koncepcji federalistycznej był Stjepan Radić – przywódca Chorwackiej Ludowej Partii Chłopskiej (serb.-chorw. Hrvatska pučka seljačka stranka; HPSS). Partia chłopska Radicia szybko stała się ugrupowaniem ogólnonarodowym i ostatecznie skonsolidowała chorwacki naród, wykorzystując chorwackie rozczarowanie Jugosławią. Jej celem nadrzędnym i niezmiennym było utworzenie federalnej jednostki chorwackiej. Walka między federalizmem państwowym i pluralizmem narodowym, a centralizmem państwowym i unitaryzmem narodowym naznaczyła polityczne losy Królestwa SHS.
Politycy Słoweńskiej Partii Ludowej (słow. Slovenska ljudska stranka; SLS), z Antonem Korošcem na czele, lawirowali z kolei między federalistami a centralistami, podobnie jak Jugosłowiańska Organizacja Muzułmańska (serb.-chorw. Jugoslovenska muslimanska organizacija; JOM), na czele z Mehmedem Spaho. Słoweńcy i Muzułmanie często wchodzili w koalicję z serbskimi ugrupowaniami, gdy ich poparcie było Serbom niezbędne do utrzymania władzy. Słoweńcy, z racji wyraźnich różnic dzielących j. słoweński od serbsko-chorwackiego, nie obawiali się serbskiej dominacji, choć byli przeciwni centralizmowi. W ich świadomości, w odróżnieniu od Chorwatów, funkcjonowało poczucie wyzwolenia spod jarzma habsburskiego, a zatem odrodzenia słoweńskiej kultury i oświaty, aniżeli utracenia autonomii na rzecz Serbów. Dodatkowo Słoweńcy jedyną szansę wydostania wielu rodaków spod włoskiego zwierzchnictwa widzieli właśnie w silnej Jugosławii. Muzułmanie z kolei udzielali Serbom swojego poparcia w zamian za korzyści polityczne, m.in. w obszarze reformy rolnej czy przywilejów kulturalnych i religijnych. Środowisko bośniackich muzułmanów targane było konfliktami tożsamościowymi. Wśród liderów partii zdarzali się muzułmanie, określający się jako Chorwaci, Serbowie oraz tacy, m.in. Mehmed Spaho, którzy w trakcie swojej kariery wielokrotnie zmieniali identyfikację. W owym czasie nie zdążyło się jeszcze w pełni ukształtować poczucie tzw. boszniackiej tożsamość narodowej, opartej na wierze muzułmańskiej.

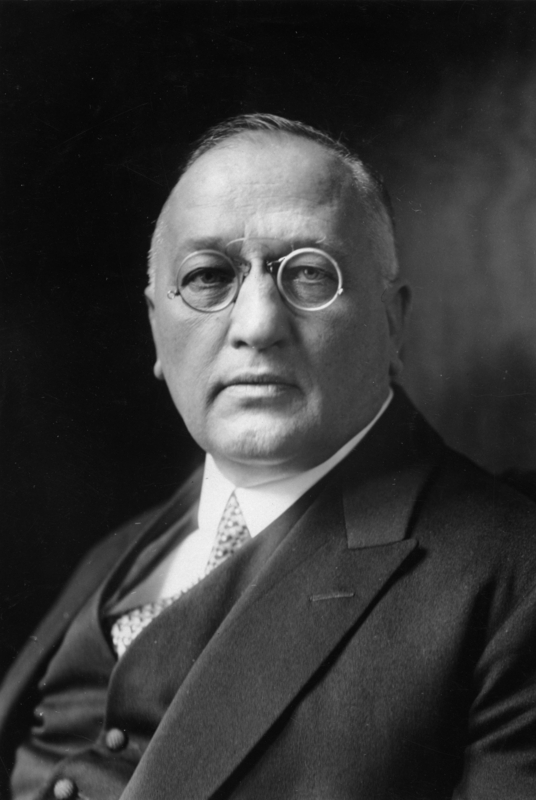
Anton Korošec – przywódca Słoweńskiej Partii Ludowej

Charakterystyczną cechą polityki wewnętrznej Jugosławii było rozbicie na obozy narodowe. Partie polityczne wyrażały przede wszystkim interesy określonych warstw społecznych nie w skali państwa, lecz swoich nacji. Kierownictwa partii nie potrafiły między sobą przełamać barier narodowych, mimo nierzadko tożsamych programów społecznych. Jugosłowiański parlamentaryzm cierpiał, podobnie jak wiele innych parlamentaryzmów w ówczesnej Europie, na chroniczny brak stałej większości w sejmie. Od grudnia 1918 r., w ciągu 10 lat, rządy w państwie zmieniały się 24 razy.

Na marginesie życia politycznego pozostawali Czarnogórcy (nazywani Serbami) oraz Macedonia (nazywana południową Serbią). Po zjednoczeniu państwa w Czarnogórze uaktywnili się zwolennicy zdetronizowanego króla Mikołaja, a w Macedonii działająca tam Wewnętrzna Macedońska Organizacja Rewolucyjna zaczęła wysuwać postulaty niepodległościowe. Mimo ruchów separatystycznych poczucie tożsamości narodowej samej ludności macedońskiej, w 1918 r., wciąż było jeszcze poczuciem młodym i nie w pełni ukształtowanym. Głosy federalistyczne i separatystyczne tylko cementowały argumentację serbskich centralistów, uważających, że jakiekolwiek ustępstwa musiałyby doprowadzić do rozbicia państwa. 

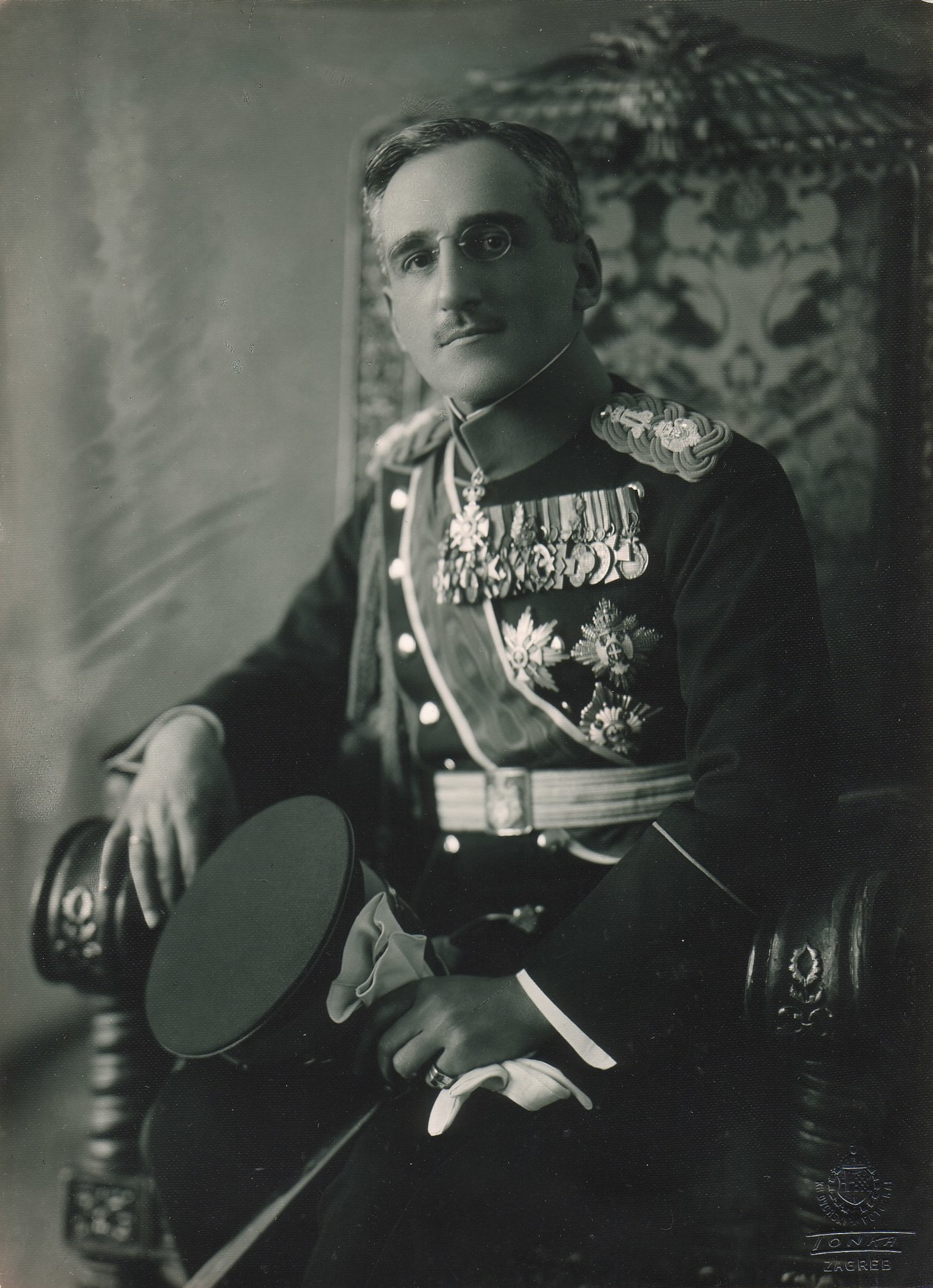
Książę-regent Aleksander I Karadziordziewić

#### Rola króla
Choć de iure królem był Piotr I Karadziordziewić, de facto władzę sprawował jego syn – regent Aleksander. Lubiany król Piotr był zwolennikiem szerokich swobód, lecz jego syn wybrał rządy twardej ręki. Aleksander był przedstawicielem orientacji wielkoserbskiej, przeciwnikiem federalizmu i zwolennikiem rządów autokratycznych. Swoją władzę opierał przede wszystkim na armii i kamaryli dworskiej, złożonej z oddanych mu polityków, wysokich rangą wojskowych i funkcjonariuszy tajnej policji. Mimo zbieżnych poglądów z Partią Radykalną Pašicia i tak często odsuwał ją od ważnych decyzji. Skład rządów powstawał na królewskim dworze, a nie w parlamencie. Aleksandrowi zarzuca się również notoryczne tworzenie królewskich frakcji w najważniejszych serbskich partiach (Radykalnej i Demokratycznej) oraz opieranie wpływów w armii na tajnej organizacji Biała Ręka. Część badaczy, m.in. serbski historyk – Branko Petranović, wprost wypowiada się o ustroju Królestwa, jako o pseudoparlamentaryzmie.

#### Nowe siły polityczne – Partia Demokratyczna i komuniści

Ljubomir Davidović – przywódca serbskiej Partii Demokratycznej

W kwietniu 1919 r., w Belgradzie, utworzono Socjalistyczną Robotniczą Partię Jugosławii (serb.-chorw. Socijalistička radnička partija Jugoslavije) i ogłoszono przystąpienie ugrupowania do III Międzynarodówki. W programie partyjnym powielano cele rosyjskich bolszewików, tj. obalenie istniejącego porządku społecznego i ustrojowego. W Vukovarze, na drugim zjeździe partii, w czerwcu 1920 r., przyjęto nazwę Komunistyczna Partia Jugosławii (serb.-chorw. Komunistička partija Jugoslavije; KPJ). Komuniści prowadzili propagandę przeciw burżuazyjnej monarchii, nie przywiązując wagi do spraw narodowościowych, uznając je za przeżytek ustroju burżuazyjnego i zgniłego kapitalizmu, dzięki czemu KPJ stała się de facto pierwszą partią ogólnojugosłowiańską.
Na początku 1919 r. powstała również Partia Demokratyczna, z Ljubomirem Davidoviciem na czele, jako ugrupowanie serbskie rywalizujące z Partią Radykalną. Mimo wielu różnic programowych dwie największe partie serbskie zgadzały się w kwestii centralistycznego modelu władzy w państwie i silnych prerogatyw należących do króla i jego regenta. Partia Demokratyczna największe poparcie miała wśród Serbów w Chorwacji, a radykałowie z kolei – w samej Serbii.

### Rządy do uchwalenia konstytucji widowdańskiej

#### Tymczasowe Zgromadzenie Narodowe
Proklamowanie nowego państwa oznaczało zakończenie działalności wszystkich dotychczasowych instytucji prawodawczych na jego terytorium. Parlament Królestwa Serbii zebrał się po raz ostatni 14 grudnia 1918 r., a siedem dni później przeniósł oficjalnie swoje funkcje na Tymczasowe Zgromadzenie Narodowe. Jego głównym zadaniem miało być utworzenie podstaw prawnych do przeprowadzenia wyborów do Konstytuanty. Członkowie Tymczasowego Zgromadzenia nie byli wybierani w wyborach powszechnych. Mieli oni reprezentować wszystkie siły polityczne, które walczyły o zjednoczenie nowego państwa. Zgodnie z kluczem terytorialnym, dla Serbii (z Kosowem i Macedonią) przewidziano 84 miejsca, Chorwacja otrzymała ich 64, Bośnia i Hercegowina – 42, Słowenia – 32, Wojwodina – 24, Dalmacja – 12, Czarnogóra – 12 i Istria – 4. Parlament tymczasowy rozpoczął działalność 1 marca 1919 r. i funkcjonował do października 1920 r. Politykę zgromadzenia charakteryzowały spory na temat formy państwa i jego organizacji wewnętrznej. Prym wiodły dwie największe partie serbskie, tj. Partia Radykalna i Partia Demokratyczna.

#### Pierwszy rząd

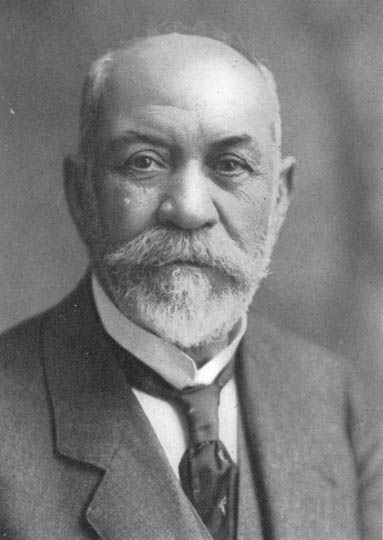
Stojan Protić – pierwszy premier Królestwa SHS

20 grudnia 1918 r. Stojan Protić (jeden z liderów serbskiej Partii Radykalnej i rywal Pašicia) utworzył pierwszy, koalicyjny rząd Królestwa SHS złożony z przedstawicieli dwunastu partii. Z 19 rządowych stanowisk, 8 przypadło politykom serbskim, 6 – chorwackim, reszta – słoweńskim, bośniackim i czarnogórskim. Anton Korošec został wicepremierem, Ante Trumbić – ministrem spraw zagranicznych, a przywódca Koalicji Chorwacko-Serbskiej, Svetozar Pribićević – ministrem spraw zagranicznych. W owym czasie procesy centralizacji państwa przebiegały sprawnie. Szybko likwidowano austriackie oddziały wojskowe, usuwano austriackich oficerów, wymieniano kadrę aparatu państwowego, zwalniano wielu przedwojennych nauczycieli oraz rewidowano program nauczania. Pod koniec stycznia 1919 r., chorwacka Partia Prawa Ante Starčevića, mająca reprezentanta w rządzie, wystosowała memorandum do premiera, o treści następującej:

Obserwujemy ogromne niezadowolenie chorwackiej części naszego narodu wywołane niektórymi decyzjami ministerstw Królestwa Serbów, Chorwatów i Słoweńców... likwidacja większości komisji, które odebrały narodowi możliwość szybkiego załatwienia spraw, jednostronne mianowanie bana poza porozumieniem partyjnym, podział mandatów do Rady Państwa w zachodnich regionach bez zachowania sprawiedliwego prynycypium oraz deklaracje ministrów zwiastujące chęć odebrania odpowiedzialności gwarantowanych przedstawicielstw autonomicznych – wszystko to wywołało wielkie niezadowolenie i nieufność narodu do sposobu sprawowania rządów.

Na tego typu skargi nie było najczęściej żadnej odpowiedzi. Politycy opozycyjni żywili nadzieję na zmianę sytuacji wraz z utworzeniem konstytuanty, która miała opracować ustawę zasadniczą nowego państwa.

#### Reforma rolna
Jeszcze przed zjednoczeniem szeroko zapowiadana była głęboka reforma rola. Uchwałę o reformie przyjęto w lutym 1919 r. Jej zasadniczym celem było doprowadzenie do sytuacji, w której ziemia będzie należeć do tego, kto na niej gospodaruje. Zapowiadała ona dokończenie uwłaszczenia chłopów oraz wywłaszczanie większej własności ziemskiej przy uwzględnieniu warunków lokalnych, tj. zapotrzebowanie na żywność. Wywłaszczeniu podlegały przede wszystkim ziemie na terenach byłej monarchii habsburskiej, gdzie wielkie majątki często znajdowały się w rękach węgierskich i niemieckich. Kiedy już zaspokojono najpilniejsze postulaty rolnicze, zagadnienia gospodarcze zeszły na dalszy plan, a wszystkie partie skoncentrowały się na kwestii narodowej. Realizacja połowicznej reformy ciągnęła się w rzeczywistości przez kolejne 20 lat. W wyniku jej wprowadzania ok. pół miliona chłopów pozostało bez ziemi. Od połowy lat 20. zaczęły spadać ceny produktów rolnych, ale wzrastało zadłużenie wsi, co prowadziło do jej dalszej pauperyzacji i nierzadko emigracji zarobkowej.

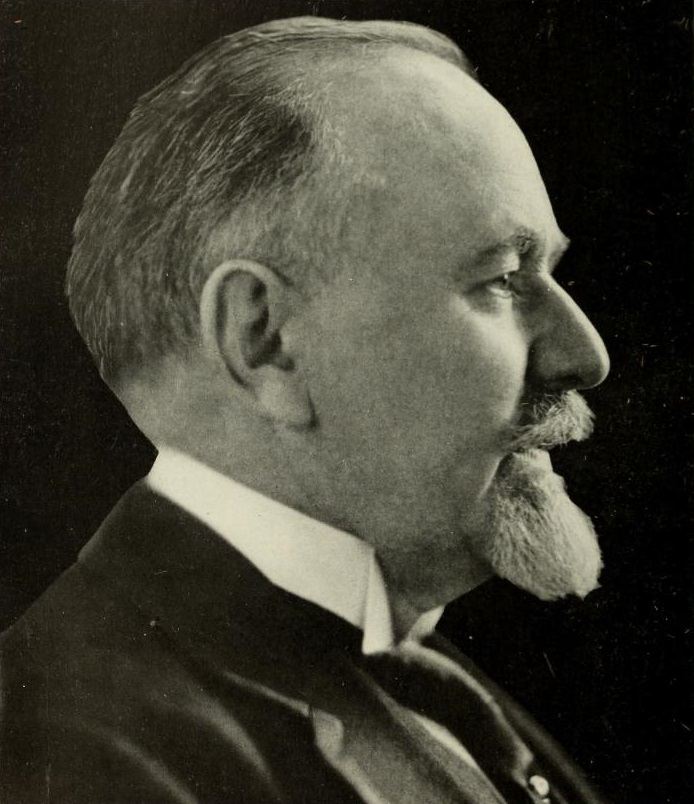
Milenko Vesnić – serbski radykał, premier od maja 1920 do stycznia 1921 r.

#### Kolejne rządy
Nowy rząd Davidovicia (utworzony 16 sierpnia 1919 r.) zapewnił robotnikom ośmiogodzinny dzień pracy oraz umowy zbiorowe z pracodawcami, zalegalizował związki zawodowe i zezwolił na obchody Święta Pracy (1 maja). Gabinet rozpoczął również nieudaną walkę z inflacją oraz wprowadził jednolity system pieniężny (dinar), jednak nie udało mu się uspokoić niezadowolenia społecznego i sprostać konsekwentnym atakom zarówno ze strony radykałów, jak i lewicy. W lutym 1920 r. rząd Davidovicia ustąpił miejsca nowemu gabinetowi serbskich radykałów, najpierw na krótko ponownie pod wodzą Stojana Proticia, a następnie – Milenko Vesnicia. Wciąż nie zdołano przywrócić stabilizacji gospodarczej i opanować masowych strajków robotników. Za kadencji Vesnicia przeprowadzono wybory do zgromadzenia ustawodawczego.
Na początku lutego 1919 r. Radić przedstawił pomysł utworzenia Chorwackiej Republiki Chłopskiej ze stolicą w Zagrzebiu, w ramach Królestwa SHS. Chorwacka Ludowa Partia Chłopska rozpoczęła akcję agitacyjną i zebrała 167 tys. podpisów pod petycją domagającą się niepodległości, którą dostarczyła na konferencję pokojową w Paryżu. Akcja zakończyła się niepowodzeniem, a Radić został aresztowany za działalność wywrotową na okres od marca 1919 do lutego 1920 r. Twierdził on, iż Królestwo SHS powstało bez mandatu narodu chorwackiego i bez zgody chorwackiego parlamentu. 7 grudnia 1920 r. przemianował swoją partię na Chorwacką Republikańską Partię Chłopską (Hrvatska republikanska seljačka stranka; HRSS).

#### Przystąpienie do Małej Ententy
Przeciwstawiając się węgierskiemu rewizjonizmowy, Królestwo SHS, 14 sierpnia 1920 r., zawarło polityczno-wojskowe porozumienie z Czechosłowacją zapoczątkowując blok sojuszniczy zwany Małą Ententą. 7 czerwca 1921 r. do porozumienia przystąpiła Rumunia.

#### Wybory do Konstytuanty w 1920 r.
Zgodnie z postanowieniami z Korfu, skład konstytuanty miała zostać wybrana w wolnych wyborach. Wybory odbyły się 28 listopada 1920 r. Do walki wyborczej stanęły 22 ugrupowania, a wszystkie 419 mandatów zostało ostatecznie rozdzielonych między 17 partii. Największy sukces osiągnęły wiodące partie serbskie: Partia Demokratyczna i Partia Radykalna, które zawiązały koalicję, ponieważ żadna z nich nie uzyskała większości mandatów. Trzeci najwyższy wynik zanotowała KPJ; w zacofanej Macedonii i Czarnogórze na KPJ padło aż 40% głosów. KPJ odniosła również niespodziewany sukces już w wyborach samorządowych, kiedy to zdobyła większość miejsc w 29 gminach i 16 miastach; m.in. burmistrzem Belgradu został wtedy komunista – Filip Filipović. Komuniści zaskakująco wysokie poparcie notowali w Macedonii, Czarnogórze i Kosowie, gdzie klasa robotnicza praktycznie nie istniała, jednak wiele osób, mimo braku przekonań lewicowych, głosowało na komunistów ze względu na opozycyjny program w stosunku do elit rządzących.
Zaniepokojony sukcesami KPJ i Chorwackiej Republikańskiej Partii Chłopskiej, rząd Vesnicia, wykorzystując jako pretekst m.in. rozgorzałe po wyborach manifestacje chłopskie i powszechny strajki górników, opublikował, z 29 na 30 grudnia 1920 r., zarządzenie (tzw. Obznana), w którym zabronił KPJ rewolucyjnej propagandy, poddał cenzurze jej prasę, zamknął wszystkie jej siedziby oraz ograniczył swobodę zgromadzeń i manifestacji. Na mocy dodatkowych rozporządzeń ministra spraw wewnętrznych unieważniono wybory samorządowe i rozwiązano organy miejskie, w których zwycięstwo odnieśli komuniści. KPJ, choć de iure jeszcze nie zdelegalizowana, de facto nie miała już możliwości legalnego działania. Przez rządowe represje zastosowane wobec komunistów znacznie zmniejszyła się liczba strajków robotników w różnych rejonach kraju.

Konstytucja widowdańska

### Konstytucja widowdańska

#### Uchwalenie konstytucji
Konstytucję zatwierdzono 28 czerwca 1921 r. Za jej uchwaleniem opowiedziało się 223 posłów, 35 było przeciw, a 158 się wstrzymało. W sumie ponad 100 z 419 posłów nie uczestniczyło w pracach i głosowaniach (w tym komuniści i partia Radicia). 
Treść konstytucji określała państwo jako dziedziczną monarchię parlamentarną, pod panowaniem dynastii Karadziordziewiciów. Stwierdzała ona istnienie języka serbsko-chorwacko-słoweńskiego, mimo wyraźnej odmienności języka słoweńskiego. Znalazło się w niej również pojęcie „trójimiennego narodu” lub „trzech plemion” tego samego narodu. Do herbu wprowadzono symbole trzech narodów, a w hymnie znalazły się słowa pochodzące z hymnu serbskiego, chorwackiego i słoweńskiego. Konstytucja gwarantowała de facto nietykalność osobie króla, a także zakaz pociągania go do jakiejkolwiek odpowiedzialności. W wielu miejscach konstytucja przyznawała królowi szersze kompetencje niż parlamentowi.

#### Po uchwaleniu konstytucji – społeczne niezadowolenie i delegalizacja KPJ
Dzięki konstytucji moc prawną uzyskał system unitarystyczno-centralistyczny. Ustawa zasadnicza zadowoliła przede wszystkim Serbów; przeciwko niej wystąpiła większość ugrupowań narodowych innych niż Serbowie, które nie godziły się ze skupieniem nadmiernej władzy w rękach króla oraz wywyższania Serbów. Nawet liderzy Partii Demokratycznej, działającej wśród Serbów w Chorwacji i Wojwodinie, nieśmiało występowali przeciw zbyt prostolinijnej polityce narodowościowej radykałów. Przekonanie o konstytucyjnej niesprawiedliwości nie ominęło żadnej warstwy społecznej i żadnego narodu. Po przyjęciu konstytucji, 29 czerwca 1921 r., jeden z działaczy KPJ dokonał nieudanego zamachu na życie regenta Aleksandra, raniąc kilka osób – sam książę przeżył. 21 lipca ponownie działacz komunistyczny przeprowadził zamach, w wyniku którego śmierć poniósł były minister spraw wewnętrznych i autor Obznany – Milorad Drašković.
Akty terrorystyczne nie wpłynęły na zmianę centralistycznej polityki Serbów. 2 sierpnia 1921 r. uchwalono ustawę o obronie państwa i ochronie porządku publicznego, na mocy której KPJ została zdelegalizowana, a jej posłów pozbawiono mandatów. Przynależność do partii była zagrożona karą do dwudziestu lat więzienia. Wielu komunistycznych działaczy aresztowano (m.in. przywódcę – Filipa Filipovicia), a wielu udało się na emigrację. Komuniści, zepchnięci na margines życia politycznego i wewnętrznie podzieleni, na wiele lat przestali stanowić zagrożenie dla państwa. Ustawa obowiązywała aż do końca istnienia Królestwa Jugosławii. Początkowo stosowaną ją tylko przeciwko komunistom, jednak wkrótce powoływano się na nią zwalczając również innych przeciwników centralizmu i dyktatury królewskiej. Działacze komunistyczny, którzy zdecydowali się pozostać w kraju, odgrywali istotną rolę w związkach zawodowych i różnych organizacjach antyreżmiowych.
16 sierpnia 1921 r. ks. Aleksander Karadziordziewić, po śmierci Piotra I, oficjalnie został królem. Po uchwaleniu konstytucji, do wyborów w 1923 r., władzę sprawował koalicyjny rząd Pašicia.

### Okres 1921–1928

#### Wybory parlamentarne w 1923 r.
Wybory parlamentarne odbyły się 18 marca 1923 r.; udział wzięły 34 partie – ostatecznie obsadzono 312 miejsc w parlamencie. Partia Radykalna uzyskała – 108 mandatów, ale było to za mało do samodzielnej władzy. Drugi wynik zanotowała Chorwacka Republikańska Partia Chłopska – 70 mandatów. Na trzecim miejscu znalazła się Partia Demokratyczna – 51 mandatów. Ponownie zwyciężyły kręgi opowiadające się za rządami centralistycznymi, a partia Radicia podtrzymała bojkot obrad zgromadzenia.

#### Po wyborach z 1923 r.

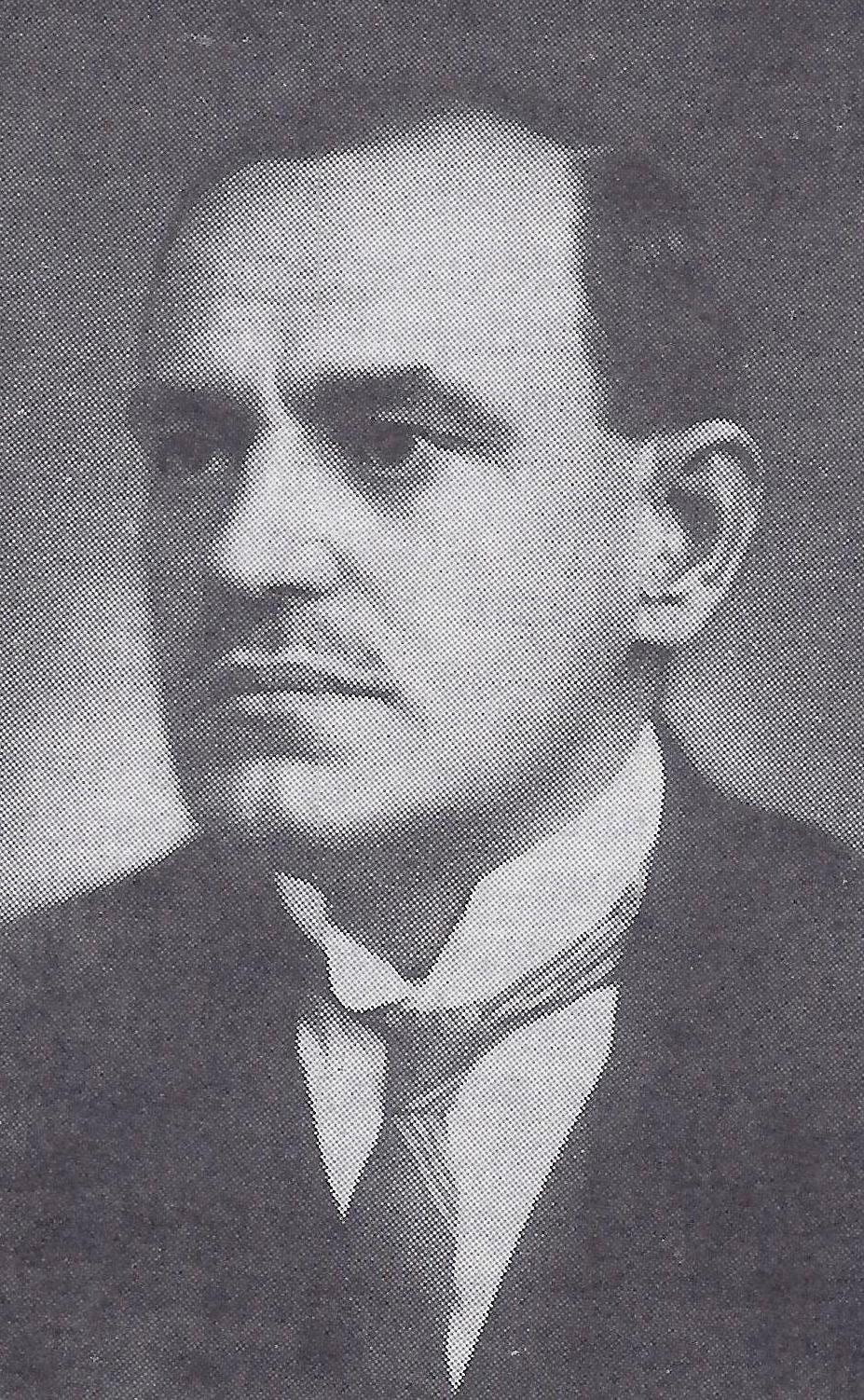
Svetozar Pribićević – przywódca serbskiej Niezależnej Partii Demokratycznej

Po wyborach partia Radicia wysunęła propozycję utworzenia federacji jugosłowiańskiej, złożonej z czterech części: Chorwacji ze Slawonią i Dalmacją, Słowenii, Bośni i Hercegowiny oraz Serbii z Czarnogórą i Wojwodiną. Dla partii serbskich plan Radicia był nie do przyjęcia i zakończył się jego odrzuceniem. Radykałom udało się jednak, poprzez obietnice i ustępstwa, nakłonić Radicia do porozumienia i poparcia w Skupsztinie ich przyszłego rządu. Po uzyskaniu poparcia Radicia, radykałowie mogli utworzyć rząd z Pašiciem na czele, który miał większość w Skupsztinie. Rząd ten przegłosował m.in. kontrowersyjną ustawę pozwalającą na zwalnianie urzędników ze stanowisk za nielojalność. Radić nie osiągnowszy większych korzyści ostro występował przeciwko Partii Radykalnej za niedotrzymanie postanowień porozumienia. Po narastającej krytyce rząd Pašicia podał się do dymisji. Król powierzył sformowanie rządu przywódcy demokratów – Ljubomirowi Davidoviciowi, który dokonał tego 27 lipca 1924 r.
W 1924 r. powstała serbska Niezależna Partia Demokratyczna (serb.-chorw. Samostalna demokratska stranka; SDS), poprzez oddzielnie się z Partii Demokratycznej części członków z kręgu Svetozara Pribićevicia. Nowe ugrupowanie powstało na tle rozłamu dotyczącego różnic w wizji modelu państwa. Nowe ugrupowanie przeszło na stronę federalizmu.
Jeszcze przed obaleniem rządu Pašicia, Radić udał się w podróż do Londynu, Paryża i Wiednia, gdzie bezskutecznie szukał poparcia dla swojej koncepcji federacji Jugosławii. Latem 1924 r. Radić udał się w demonstracyjną podróż do ZSRR. Był to akt silnego sprzeciwu przeciwko rządowi w Belgradzie, gdyż Królestwo SHS nie utrzymywało ze Związkiem Radzieckim stosunków dyplomatycznych. W Moskwie Radić podpisał akces do Międzynarodówki Chłopskiej, która zrzeszała partie chłopskie Europy Środkowej. Po powrocie do kraju polityk został entuzjastycznie powitany przez środowiska chłopskie, a jego Chorwacka Republikańska Partia Chłopska stała się najsilniejszą partią w kraju. Serbscy radykałowie, zaniepokojeni wzrostem popularności chorwackiej opozycji, obalili rząd Davidovicia i, w listopadzie 1924 r., ponownie postawili na jego czele Pašicia. Wraz z Pašiciem powróciła polityczna nagonka na Radicia i liczne oskarżenia o zdradę państwa i współpracę z komunistami. W styczniu 1925 r., tuż przed wyborami parlamentarnymi, Stjepan Radić wraz z kilkoma innymi członkami kierownictwa partii został aresztowany, a jego partia – zdelegalizowana.

#### Wybory parlamentarne w 1925 r.
Kolejne wybory parlamentarne odbyły się 8 lutego 1925 r. Lewa strona sceny politycznej zawiązała opozycyjną koalicję, tzw. Blok Federalistyczny, w której partycypowała Partia Demokratyczna, Słoweńska Partia Ludowa, Jugosłowiańska Organizacja Muzułmańska, chorwaccy federaliści oraz komuniści. Blok Narodowy (Partia Radykalna i Niezależna Partia Demokratyczna) przystąpił do wyborów z hasłami walki o ocalenie państwa od antypaństwowych elementów i ostatecznie uzyskał 164 mandaty, a Blok Federalistyczny – 151.

#### Po wyborach z 1925 r.

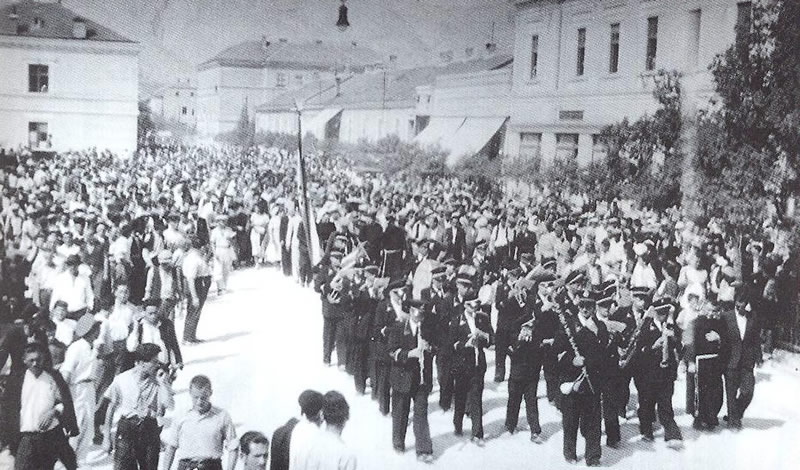
Przybycie Stjepana Radicia do Mostaru; 1925 r.

Po wyborach koła rządowe dążyły do pozyskania posłów wiernych aresztowanemu Radiciowi pod warunkiem zrezygnowania z programu republikańskiego. 27 marca 1925 r. Radić z więzienia wystosował oświadczenie, w którym wyrzekł się swoich republikańskich i federalistycznych ambicji oraz obiecywał podporządkować się konstytucji widowdańskiej, choć wspominał o jej ewentualnej rewizji. Zapowiedział również wyjście jego partii z Międzynarodówki Chłopskiej i usunięcie z nazwy ugrupowania przymiotnika Republikańska. 18 lipca 1925 r., radykałowie i Chorwacka Partia Chłopska sformowali koalicyjny rząd, na którego czele stanął Pašić. Rząd Pašicia kontynuował politykę wielkoserbską w interesie utrzymania jedności państwowej. Po ujawnieniu licznych malwersacji finansowych, jakich dopuścili się członkowie rządu, gabinet podał się do dymisji. Pozyskanie Radicia był ostatnim dużym sukcesem Pašicia w życiu politycznym. Wieloletni serbski polityk zmarł w 10 grudnia 1926 r.

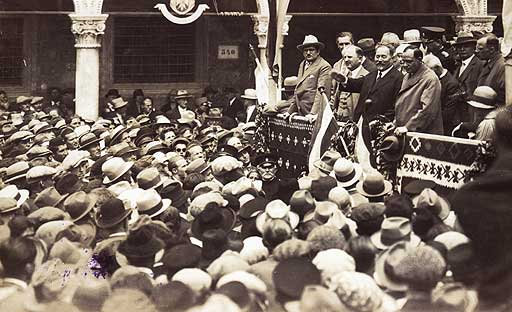
Wiec Svetozara Pribićevicia (na podeście, z kapeluszem w ręce) i Stjepana Radicia (po prawej stronie Pribićevicia); 27 maja 1928 r., Dubrownik

Ugoda Radicia z radykałami nie trwała długo, gdyż Serbowie nie zrezygnowali z centralizmu i unionizmu. Kolejnym premierem został radykał Nikola Uzunović. Radić odmówił wejścia do gabinetu Uzunovicia, ale pozwolił na to innym politykom ze swojej partii. Nowy rząd nie odnotował większych sukcesów w sferze gospodarczej ani w polityce zagranicznej. Stosunki Królestwa SHS z sąsiadami znacznie się pogorszyły po podpisaniu przez Włochy układów: o przyjaźni i bezpieczeństwie z Albanią w listopadzie 1926 r. oraz o przyjaźni z Węgrami w kwietniu 1927 r..
Jeszcze przed wyborami król poprosił o sformowanie rządu Velimira Vukićevicia, choć radykałowie opowiadali się po stronie Uzunovicia. Po lawiracjach politycznych Vukićević zdołał sformować rząd, lecz jego pozycja marionetki króla pozbawiła go autorytetu politycznego. Nowy rząd nie uzyskał już poparcia Chorwackiej Partii Chłopskiej, która przeszła do opozycji i wyraźnie rosła w siłę. Rząd Vukićevicia, chcąc zmienić niekorzystny układ sił w parlamencie, rozpisał nowe wybory.

#### Wybory parlamentarne w 1927 r.
Wybory odbyły się 11 września 1927 r. i nie przyniosły Vukićeviciowi oczekiwanych rezultatów. Serbscy radykałowie nadal pozostawali najsilniejszym ugrupowaniem w Skupsztinie. W listopadzie 1927 r. zawiązano antyrządową koalicję z Niezależną Partią Demokratyczną (tzw. Koalicja Chłopsko-Demokratyczna). W umowie koalicyjnej obu partii broniono programu federacji i demokracji, które chciano zabezpieczyć konstytucyjnie.

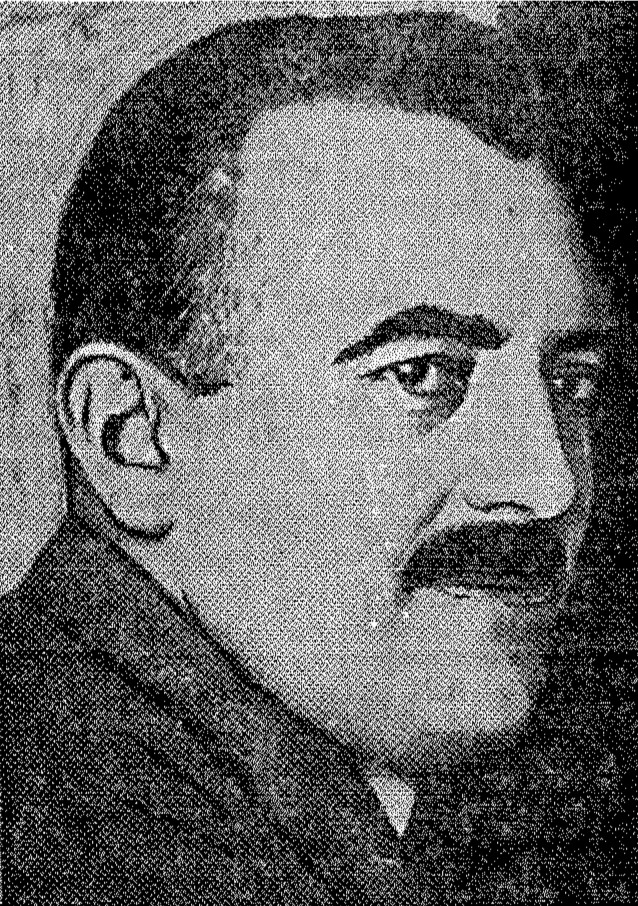
Zamachowiec, radykał – Puniša Račić

### Koniec parlamentaryzmu

#### Zabójstwo Radicia
Konflikt między zwolennikami centralizmu a federalistami zaostrzał się z dnia na dzień. Belgrad wykluczał zaspokajanie ambicji niezadowolonych narodówi. Koalicja Chłopsko-Demokratyczna nie mogąc osiągnąć swych celów w parlamencie, zaczęła organizować manifestacje zwolenników federacji. W parlamencie dochodziło do sporów przeradzających się w bójki z interweniującą policją. Atmosferę podgrzewała propaganda prasy rządowej skierowana przeciwko Radiciowi. Punktem szczytowym walki partyjno-narodowej był dzień 20 czerwca 1928 r. Wtedy to, podczas tradycyjnego chaosu na sali obrad, poseł z ramienia Partii Radykalnej, Puniša Račić, oddał kilka strzałów do posłów Chorwackiej Partii Chłopskiej, zabijając na miejscu Pavle Radicia (bratanka Stjepana) oraz Đuro Basarička i ciężko raniąc trzech innych, w tym Stjepana Radicia. Dwa miesiące po zajściu, 8 sierpnia 1928 r., przywódca federalistów zmarł w wyniku odniesionych obrażeń. Jego pogrzeb, w którym uczestniczyły tysiące Chorwatów, przerodził się w manifestacją chorwackiego patriotyzmu. Podczas uroczystości doszło do starć z policją i wojskiem.

#### Kryzys ustrojowy
Zamach wywołał kryzys państwowy i falę protestów, głównie na terenie Chorwacji. Opozycja oskarżała króla o akt terrorystyczny. Choć nie ma bezpośrednich dowodów na zaangażowanie władzy w przeprowadzenie ataku, to faktem jest, iż Račić rzeczywiście był powiązany z kołami dworskimi, a po procesie sądowym nie został stracony, tylko osadzony w więzieniu, gdzie przeżył aż do końca drugiej wojny światowej. W lipcu 1928 r. upadł rząd Vukićevicia. Nowy rząd sformował lider Słoweńców – Anton Korošec. I jemu nie udało się jednak opanować napiętej sytuacji politycznej. Atmosferę podgrzewały dodatkowo serbskie organizacje nacjonalistyczne, tj. Organizacja Jugosłowiańskich Nacjonalistów (ORJUNA) Svetozara Pribićevicia i Serbska Nacjonalistyczna Młodzieżówka (serb.-chorw. Srpska nacionalna omladina; SRNAO), które miały poparcie króla Aleksandra. Tymczasem kryzys w państwie, pod koniec 1928 r., pogłębiał się. Policja brutalnie rozprawiała się z opozycją, która wyraźnie osłabła po śmierci Radicia i po wyborze jego następcy – Vladko Mačka. Znaczenie utracił parlament, w którego pracach uczestniczyli wyłącznie posłowie koalicji rządzącej.  Z powodu problemów wewnętrznych słabła również pozycja Królestwa na arenie międzynarodowej. Partie opozycyjne zbojkotowały obchody 10-lecia istnienia państwa i zorganizowały demonstracje z żądaniami jego federacyjnej przebudowy. Wkrótce po uroczystościach król Aleksander złożył wizytę w Paryżu, gdzie dano mu do zrozumienia, iż sojusz jugosłowiańsko-francuski nie wejdzie w życie, dopóki w Królestwie SHS nie powstanie stabilny rząd.

#### Wprowadzenie dyktatury
Po pięciu miesiącach kryzysu parlamentarnego i bezowocnych starań o rozwiązanie problemów wewnętrznych, 30 grudnia 1928 r., rząd Korošca podał się do dymisji. Król, widząc nawarstwiające się problemy wewnętrzne, skłaniał się coraz bardziej ku autorytarnej formie władzy. Na początku 1929 r. monarcha odbył szereg spotkań z przedstawicielami głównych sił politycznych, a także z generalicją jugosłowiańską, w celu wysondowania stanowiska elit, wobec planu wprowadzenia dyktatury. 6 stycznia 1929 r. monarcha dokonał przewrotu ustrojowego, rozwiązując parlament, wszystkie partie polityczne oraz samorząd terytorialny, wprowadzając ścisłą cenzurę oraz znosząc konstytucję widowdańską. Wydano dekret królewski, na mocy którego Aleksander przejmował władzę ustawodawczą i wykonawczą. Tego samego dnia opublikowano również orędzie władcy do narodu:

(...) najważniejsze interesy Narodu i państwa oraz troska o ich przyszłość nakazują Mi zwrócić się bezpośrednio do Narodu (...) Nadeszła godzina, w której pomiędzy Królem a Narodem nie może być pośredników (...). Porządek parlamentarny i wszelkie drogi polityczne musiały być oceniane w sposób coraz bardziej negatywny, przyniosły bowiem Narodowi i państwu tylko szkody. (...) Tak niezdrowa sytuacja polityczna jest nie tylko niepożądana ze względu na życie wewnętrzne kraju i jego postęp, ale także ze względu na rozwój stosunków w polityce zagranicznej, na ugruntowanie naszego prestiżu i naszego kredytu za granicą. Parlamentaryzm, który był uważany za tradycyjny system polityczny przez mojego nieodżałowanego Ojca, pozostał moim ideałem. Jednakże ślepe namiętności polityczne zaczęły go nadużywać w takim stopniu, że stał się on przeszkodą dla jakiejkolwiek pożytecznej pracy w kraju (...) Obowiązkiem Moim jest bronić wszelkimi środkami jedności Narodu i państwa (...) Musimy szukać nowych metod pracy i torować nowe drogi (...); postanowiłem, że konstytucja Królestwa Serbów, Chorwatów i Słoweńców z dnia 28 czerwca 1921 roku traci swą moc obowiązującą. Wszystkie ustawy obowiązują w dalszym ciągu, o ile nie zostaną odwołane w razie, gdy zajdzie tego potrzeba, moim specjalnym dekretem. W ten sposób zostaną ogłoszone nowe ustawy. Skupsztina, powołana do życia przez wybory z dnia 11 września 1927 roku, rozwiązuje się. Komunikując Moją decyzję Mojemu Narodowi, nakazuję wszystkim władzom państwowym poddać się jej, wszystkim zaś obywatelom szanować ją i być jej posłusznymi.

Sformowanie pozaparlamentarnego rządu powierzono generałowi Petarowi Živkoviciowi – dowódcy gwardii królewskiej i szefowi tajnej serbskiej organizacji Biała Ręka. Do rządu, z wyjątkiem Antona Korošca, nie wszedł żaden bardziej znaczący działacz polityczny. Król Aleksander zapoczątkował okres kilkuletniej dyktatury (tzw. Šestojanuarska diktatura). Nastąpiły liczne aresztowania oponentów politycznych, głównie identyfikujących się z poglądami lewicowymi. Bezpośrednio po przewrocie czołowi politycy, nie orientując się jeszcze dobrze w zamiarach króla, poparli jego posunięcia. Uważano, że przewrót godzi głównie w nielegalną partię komunistyczną. Rząd Živkovicia zorganizował ponad sto procesów przeciwko działaczom komunistycznym, co doprowadziło do rozbicia działających nielegalnie organizacji komunistycznych. Podjęto również środki przeciwko czołowym działaczom partii legalnych, których aresztowano lub zmuszano do emigracji. W wyniku represji życie polityczne w kraju zamarło. Dekretem królewskim, 3 października 1929 r., zmieniono nazwę państwa na Królestwo Jugosławii.

## Podział administracyjny

### Słowianie południowi w granicach Austro-Węgier
Od 1867 r. Austro-Węgry stały się państwem dualistycznym złożonym z Austrii i jej krajów koronnych (tzw. Przedlitawia) oraz Węgier i ich komitatów (tzw. Zalitawia).
Kraje koronne Słowian południowych wchodzące w skład Przedlitawia (Republika Austrii):
- Książęce Hrabstwo Gorycji i Gradyski
- Księstwo Krainy
- Księstwo Styrii
- Księstwo Karyntii
- Margrabstwo Istrii
- Królestwo Dalmacji

Komitaty (historyczne okręgi) Słowian południowych wchodzące w skład Zalitawia (Węgry):
- Trójjedyne Królestwo Chorwacji, Slawonii i Dalmacji
- Rijeka

Wspólne ziemie austro-węgierskie zamieszkane przez Słowian południowych:
- Bośnia i Hercegowina

### Tymczasowy podział z grudnia 1918 r.
Niedługo po zjednoczeniu, w grudniu 1918 r., wprowadzono tymczasowy podział na 61 dystryktów na podstawie historycznych i politycznych uwarunkowań nowego państwa.

### Rozporządzenie z 1922 r.

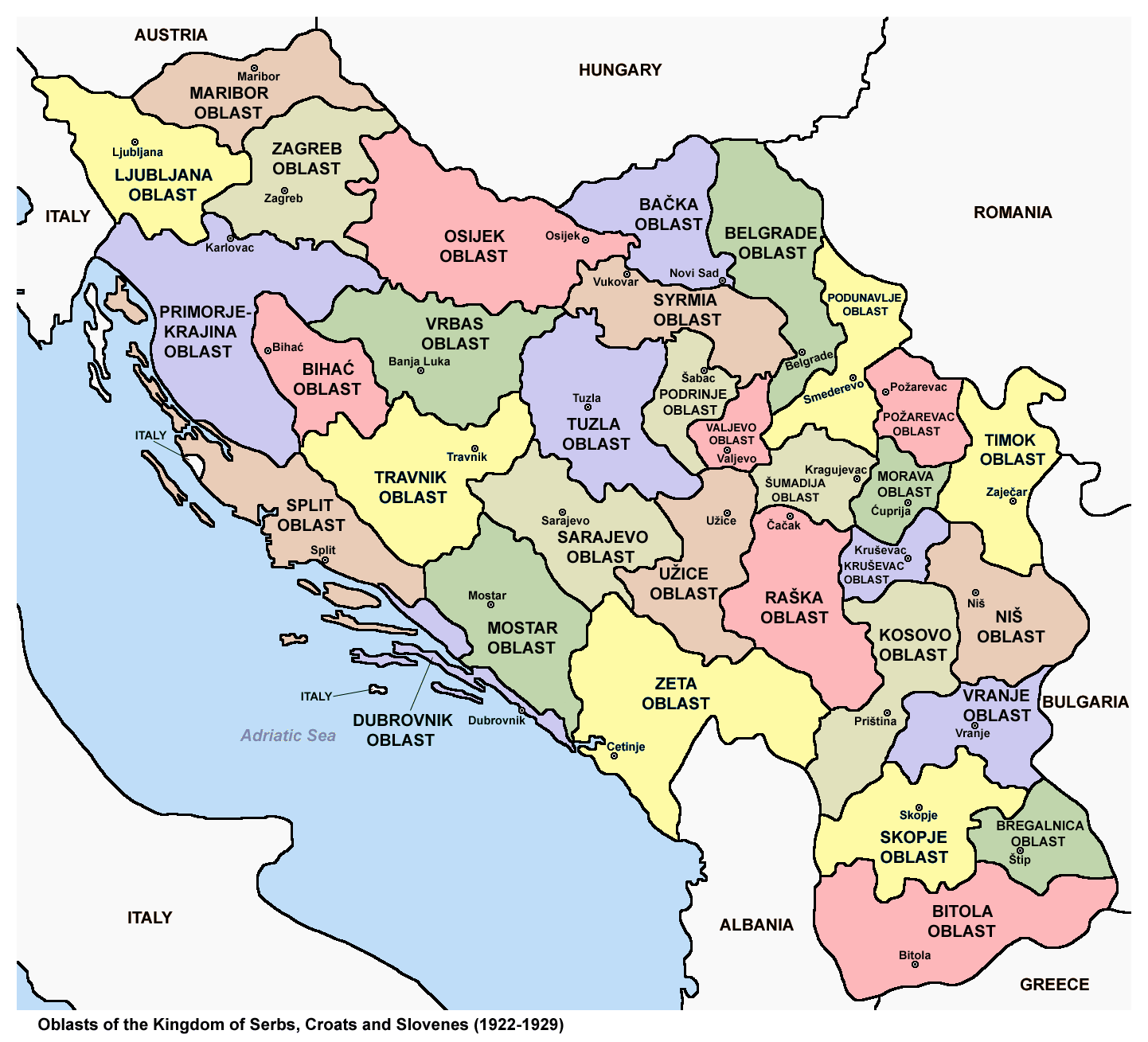
Podział administracyjny Królestwa SHS w latach 1923–1929

Nowy podział administracyjny, zapoczątkowany przez zapisy konstytucji widowdańskiej, a ostatecznie ustalony w rozporządzeniu wydanym 26 kwietnia 1922 r., został wcielony w życie w 1923 r. i obowiązywał do roku 1929. Zlikwidowano podział historyczny i odtąd królestwo składało się z 33 obszarów samorządu terytorialnego (tzw. obwodów/okręgów na wzór francuski – serb.-chorw. oblasti) skupionych wokół większych miast, ale w pełni podporządkowanych Belgradowi. I tak dla Słowenii zostały utworzone 3 obwody, dla Chorwacji-Slawonii – 4, Dalmacji – 2, Bośni i Hercegowiny – 5, Wojwodiny – 2, Serbii i Czarnogóry – 14 oraz Macedonii – 3. Były to obwody (obwód – główne miasto):
| 1. Bački – Nowy Sad 2. Belgradzki – Belgrad 3. Bihaćki – Bihać 4. Bitolijski – Bitola 5. Bregalnički – Sztip 6. Dubrovački – Dubrownik 7. Kosowski – Prisztina 8. Kruševački – Kruševac 9. Lublanski – Lublana 10. Mariborski – Maribor 11. Mostarski – Mostar | 1. Moravski – Ćuprija 2. Niški – Nisz 3. Osiječki – Osijek 4. Podrinjski – Šabac 5. Podunavski – Smederevo 6. Požarevački – Požarevac 7. Primorsko-Krajiški – Karlovac 8. Raški – Čačak 9. Sarajewski – Sarajewo 10. Skopski – Skopje 11. Sremski – Vukovar | 1. Splitski – Split 2. Šumadijski – Kragujevac 3. Timočki – Zaječar 4. Travnički – Travnik 5. Tuzlanski – Tuzla 6. Užički – Užice 7. Valjevski – Valjevo 8. Vrbaski – Banja Luka 9. Vranjski – Vranje 10. Zagrzebski – Zagrzeb 11. Zetski – Cetynia |

### Książki
- Leslie Benson: Jugosławia. Historia w zarysie. Kraków: Wydawnictwo Uniwersytetu Jagiellońskiego, 2011. ISBN 978-83-233-3202-2.
- Maciej Czerwiński: Chorwacja. Dzieje, kultura, idee. Kraków: Międzynarodowe Centrum Kultury, 2020. ISBN 978-83-66419-09-4.
- Antoni Giza, Janusz Gmitruk: Tajne raporty z Jugosławii. Warszawa: Ludowa Spółdzielnia Wydawnicza, 2002. ISBN 83-87838-63-2.
- Barbara Jelavich: Historia Bałkanów, wiek XX. Kraków: Wydawnictwo Uniwersytetu Jagiellońskiego, 2005. ISBN 83-233-2043-8.
- Adam Malicki: Jugosławia. Warszawa: PWN, 1979. Brak numerów stron w książce
- Paweł Olszewski: Macedonia. Historia i współczesność. Radom: Wyższa Szkoła Handlowa w Radomiu, 2010. ISBN 978-83-921255-9-4. Brak numerów stron w książce
- Dragutin Pavličević: Historia Chorwacji. Poznań: Wydawnictwo Naukowe UAM, 2004. ISBN 83-232-1357-7.
- Leszek Podhorodecki: Jugosławia. Dzieje narodów, państw i rozpad federacji. Warszawa: Wydawnictwo Mada, 2000. ISBN 83-86170-49-2.
- Jerzy Skowronek, Mieczysław Tanty, Tadeusz Wasilewski: Słowianie południowi i zachodni VI–XX wiek. Warszawa: Książka i Wiedza, 2005. ISBN 83-05-13401-6. OCLC 838816716.
- Irena Stawowy-Kawka: Historia Macedonii. Wrocław: Zakład Narodowy im. Ossolińskich, 2000. ISBN 83-04-04549-4.
- Witold Szulc: Przemiany gospodarcze i społeczne w Jugosławii w okresie międzywojennym (1918–1941). Poznań: Wydawnictwo Naukowe Uniwersytetu im. Adama Mickiewicza w Poznaniu, 1980.
- Mieczysław Tanty: Bałkany w XX wieku. Warszawa: Książka i Wiedza, 2003. ISBN 83-05-13311-7.
- Jakub Tyszkiewicz, Edward Czapiewski: Historia powszechna. Wiek XX. Warszawa: Wydawnictwo Naukowe PWN, 2010. ISBN 978-83-01-16365-5.
- Tadeusz Wasilewski, Wacław Felczak: Historia Jugosławii. Wrocław: Zakład Narodowy im. Ossolińskich - Wydawnictwo, 1985. ISBN 83-04-01638-9.

### Artykuły
- Tadeusz Czekalski. Widowdańskie prowizorium. Geneza i rozwój parlamentaryzmu w Królestwie Serbów, Chorwatów i Słoweńców. „Przegląd Sejmowy”. 1(150)/2019, 2019. Rzeszów. DOI: 10.31268/PS.2019.04. [dostęp 2021-03-11].
- Wiktor Hebda. Serbska dominacja polityczna w pierwszej federacji narodów południowosłowiańskich (1918-1941) – zarys problematyki.. „Studia z Dziejów Rosji i Europy Środkowo-Wschodnie”. XLIX (2), 2014. DOI: 10.12775/SDR.2014.2.08. ISSN 2353-6403. [dostęp 2021-03-09].
- Hubert Kuberski. Południowosłowiański „bękart Wersalu”. Polityka zagraniczna Królestwa SHS – Jugosławii 1919–1941.. „Glaukopis”, s. 97–128, 2009. [dostęp 2021-04-25].
- Paweł Michalak. „Albańska Golgota” – exodus Serbów na Korfu w czasie I wojny światowej w dyskursie publicznym międzywojennej Jugosławii.. „Balcanica Posnaniensia Acta et studia”. 23, 2016. DOI: 10.14746/bp.2016.23.6. ISSN 0239-4278. [dostęp 2021-04-24].
- Konrad Sebastian Morawski. Zamach w parlamencie jugosłowiańskim w 1928 roku. Przyczyny i konsekwencje w świetle polskich relacji prasowych.. „Echa Przeszłości”. XVI, 2018. DOI: 10.31648/ep.2392. ISSN 1509-9873. [dostęp 2021-04-24].
- Konrad Sebastian Morawski. Proces tworzenia Królestwa SHS wobec przeobrażeń Wielkiej Wojny (1914–1918). „ANNALES UNIVERSITATIS MARIAE CURIE-SKŁODOWSKA LUBLIN – POLONIA”. 1, 2016. DOI: 10.17951/m.2016.1.35. ISSN 2450-6354. [dostęp 2021-04-24].
- Konrad Sebastian Morawski. Rywalizacja partyjna w Królestwie Serbów, Chorwatów i Słoweńców w latach 1918–1929. „Klio. Czasopismo poświęcone dziejom Polski i powszechnym”. t. 27 (4)/2013, 2013. Rzeszów. DOI: 10.12775/KLIO.2013.053. ISSN 1643-8191. [dostęp 2021-03-11].
- Konrad Sebastian Morawski. Przewrót Gabriele D’Annunzia w Rijece (1919–1920) w kontekście stosunków włosko-jugosłowiańskich.. „Studia z Dziejów Rosji i Europy Środkowo-Wschodnie”. LII (2), 2017. DOI: 10.12775/SDR.2017.2.02. ISSN 2353-6403. [dostęp 2021-04-23].
- Renata Zawistowska. Ustalenie granicy Węgier z Chorwacją i Serbią po I wojnie światowej. „Studia z Dziejów Rosji i Europy Środkowo-Wschodnie”. XLVIII, 2013. DOI: 10.12775/SDR.2013.08. ISSN 2353-6403. [dostęp 2021-03-09].
- Renata Zawistowska. Prekmurje – oderwanie od Węgier i przyłączenie do Słowenii (1919-1920). „Studia z Dziejów Rosji i Europy Środkowo-Wschodnie”. XLVII, 2012. DOI: 10.12775/SDR.2012.03. ISSN 2353-6403. [dostęp 2021-03-09].

### Dokumenty
- Definitivni rezultati popisa stanovništva od 31 januara 1921 god. [pdf], Sarajevo: Državna štamparija, 1932 [dostęp 2021-03-09] (serb.-chorw.). Brak numerów stron w książce